# Ítalo-brasilero
Un ítalo-brasileño es un ciudadano brasileño que tiene ascendentes italianos. También son consideradas ítalo-brasileras personas nacidas en Italia pero radicadas en Brasil.
Según datos de la embajada italiana en Brasil, cerca de 31 millones de brasileros son descendientes de inmigrantes italianos, y concretamente, descendientes de una enorme masa de inmigrantes llegados de Italia a Brasil entre 1870 y 1960. La comunidad de descendientes de italianos en Brasil es considerada la mayor del mundo en su tipo.
Estímase que 18% de los brasileros serían ítalo-descendentes. Algunos ítalo-brasileros mantienen ciertas costumbres tradicionales italianas, principalmente respecto del arte culinario italiano. La contribución de los italianos es notable en todos los sectores de la sociedad brasilera, principalmente en el área socioeconómica.
Puede citarse que la vida en Brasil cambió bastante debido a los ítalo-brasileros, en especial por influencia de la moral y del pensamiento cristiano, abarcando tanto las artes en general, artes plásticas, música, pintura, como la arquitectura, la alimentación, y otras diversas áreas. También la influencia se ha hecho sentir en los emprendimientos empresariales, así como en las especialidades obreras y manuales. Por cierto, la influencia también ha impactado en la agropecuaria, y en especial en la explotación de pequeñas propiedades agrícolas, y en la introducción de la policultura de productos.
La gran mayoría de los ítalo-brasileros están en el sur y en la sudeste de Brasil, pero sin duda pueden encontrarse ítalo-brasileros también en todos los otros Estados.
Muchos ítalo-brasileiros con residencia de varios años en Brasil, en especial los que se radicaron en el sur, migraron internamente para estados de la región centro-oeste – en especial para Mato Grosso do Sul.
En Rio Grande do Sul, Santa Catarina, Paraná, y Espírito Santo, la comunidad italiana es fuerte y entre ellos hablan italiano y otros dialectos de ese origen. Pero ítalo-brasileros más jóvenes acostumbran casi exclusivamente a hablar portugués, incluso dentro del propio grupo.

## Origen
La mayoría de los italianos que emigraron para Brasil eran del norte de Italia, y ese porcentaje se estima en un 53% del total. Por su parte, cerca de 32% vinieron del sur de Italia, y cerca del 14% del centro de la península. La región que más mandó emigrantes para Brasil fue Véneto, situada en el norte, con cerca de 27% del total, seguido por Campania (12,1%) y Calabria (8,2%), ambas en el sur.
| Norte                | 53,3% |
| Sur                  | 32,1% |
| Centro               | 14,6% |
| -----                | ----- |
| Véneto               | 26,6% |
| Campania             | 12,1% |
| Calabria             | 8,2%  |
| Lombardía            | 7,7%  |
| Toscana              | 5,9%  |
| Friuli-Venecia Julia | 5,8%  |
| Trentino-Alto Adige  | 5,3%  |
| Emilia-Romagna       | 4,3%  |
| Basilicata           | 3,8%  |
| Sicilia              | 3,2%  |
| Piamonte             | 2,8%  |
| Puglia               | 2,5%  |
| Marche               | 1,8%  |
| Molise               | 1,8%  |
| Lazio                | 1,1%  |
| Umbria               | 0,8%  |
| Liguria              | 0,7%  |
| Cerdeña              | 0,4%  |
| Valle de Aosta       | 0,0%  |

## Distribución por Brasil
| Brasileros descendientes de italianos por estados |                 |                                    |                                   |
| Estado                                            | Población total | Población con ascendencia italiana | Porcentaje de ítalo-descendientes |
| São Paulo                                         | 41 millones     | 12,0                               | 30%                               |
| Paraná                                            | 10 millones     | 3,7 millones                       | 25%                               |
| Rio Grande do Sul                                 | 10 millones     | 3,0 millones                       | 30%                               |
| Santa Catarina                                    | 6,0 millones    | 2,7 millones                       | 45%                               |
| Espírito Santo                                    | 3,5 millones    | 1,7 millones                       | 48,6%                             |
| Minas Gerais                                      | 19 millones     | 1,3 millones                       | 6,8%                              |
| Río de Janeiro                                    | 16 millones     | 600 mil                            | 3,8%                              |
| Región Norte                                      | 15 millones     | 1 millón                           | 6,7%                              |
| Región Centro-Oeste                               | 13 millones     | 400 mil                            | 3,1%                              |
| Región Nordeste                                   | 54 millones     | 600 mil                            | 1,1%                              |
| Total en Brasil                                   | 193,5 millones  | 31,1 millones                      | 17,6%                             |

## Identidad étnica
Según un estudio sociológico, el núcleo interno de la comunidad de origen italiano en Brasil, está compuesto por algo más de 80.000 personas nacidas en Italia, y 1,5 millones de ítalo-brasileros conscientes de sus orígenes. En torno de estos, hay una camada de dos o tres millones de personas que saben que tienen algunos antepasados italianos, sin dar mayor importancia a eso, y un número impreciso, tal vez de 10 o 12 millones de brasileros de ascendencia italiana, que no saben de sus orígenes italianos, y/o que no consideran eso importante o relevante.
Una observación empírica muestra que el "área cultural italiana" en Brasil, o sea, aquellas regiones brasileras donde existe una influencia en potencial de asociaciones comunitarias, no excede a dos o tres millones de personas, y con grandes diferencias internas. Algunas familias brasileras de origen italiano basan su identidad en su vínculo con familiares nacidos en Italia. Esta tendencia está más presente en las clases más altas que en las más bajas, y más en la campaña que en las ciudades. La identidad muchas veces se encuentra más ligada a una específica región de Italia, por ejemplo, Véneto, Campania, Calabria o Lombardía, que centrado en la propia Italia. Y muchas veces, el viaje a América se asocia con situaciones penosas de orden económico o de otro tipo, lo que en no pocos casos contrasta con la situación presente bastante privilegiada de los descendientes en Brasil. La influencia italiana que se siente, raramente pasa por la lengua hablada, o por hábitos marcadamente distintos de los locales.
Hay cierta tendencia en la sociedad de hoy día, al "redescubrimiento de las propias raíces", y ello se da en toda América, desde Estados Unidos y Canadá hasta Argentina y Chile. Los protagonistas principales de este tipo de inquietudes por lo general son jóvenes, y en forma dominante profesionales, intelectuales, y artistas. Obviamente las razones motivadoras que surgen son múltiples, pero en muchos casos se relacionan con historias de familia sobre el momento de la inmigración y sobre sus causas, sobre la vida que se llevaba en las comunidades de origen y sobre sus tradiciones más connotadas, etc. A este interés genuino en muchos casos se agrega el interés inmediato y práctico de adquirir un segundo idioma y/o de tener una doble nacionalidad, para que si fuera del caso, en su momento también poder migrar en un camino de retorno, impulsado por razones económicas y/o políticas. Si se busca por Internet, se podrán encontrar gran cantidad de historias personales con sabrosas anécdotas, en las que se narra la búsqueda de familiares lejanos en Europa o en Asia menor, y la visita al exacto lugar de origen de un abuelo o de un bisabuelo, muchas veces un pueblo o una pequeña villa o aldea.
Entre estos nostálgicos de sus raíces ancestrales, sin duda hay unos cuantos que tienen un interés activo por Italia, por su cultura, e incluso por su lengua, y en muchos casos viajan al Viejo Continente como turistas o en plan de estudios, buscan a lejanos parientes en Italia, e intentan obtener y en muchos casos logran la doble ciudadanía.
En el caso particular de Brasil, existe también un grupo de brasileros que usan de hecho el ser de ascendencia italiana y de tener un apellido con ese origen, para situarse como agentes de intercambio entre Brasil e Italia, tanto en aspectos comerciales como culturales. En muchos casos estos brasileros que buscan un acercamiento con Italia, son comerciantes, dirigentes de empresas industriales, dueños de pequeños negocios, y/o emprendedores en múltiples sectores, y así se establecen relaciones de trabajo entre Brasil e Italia, se organizan cámaras de comercio brasilero-italianas y/o centros culturales, se organizan viajes grupales, etc.
A pesar de estas inquietudes y de estos movimientos, no son tantos los casos de brasileros que usan su ascendencia italiana para migrar a Italia y allí establecerse. Son más comunes los casos de ítalo-brasileros interesados en Italia básicamente en búsqueda de becas de estudio, y/o en participar en viajes grupales de turismo para conocer al país, que aquellos más orientados a fijarse definitivamente en Italia. En general, los brasileros (de origen italiano o no) sienten un orgullo genuino por Brasil, y tienen la idea que en el propio país hay espacio suficiente para su desarrollo personal. Salvo excepciones, no existe una "crisis de identidad" entre los ítalo-brasileros, como en ciertos aspectos frecuentemente acontece entre los descendientes de italianos en Argentina y en Uruguay.
Los descendientes de italianos en Brasil están completamente integrados a los otros brasileros, y no suelen tener "crisis de nostalgia" o "crisis de identidad", a pesar de que históricamente han tenido que enfrentar algunos estigmas, como en el período convulsionado y problemático de inicio del siglo XX, o como en los años de ocurrencia de la II Guerra Mundial. Cierto, hoy día Italia está bastante bien conceptuada en el mundo todo, por el nivel que en muchos aspectos ha alcanzado, y por el llamado "milagro italiano", y ello obviamente llena de orgullo a muchos ítalo-brasileros y les proporciona cierto "reconocimiento social" en el propio Brasil, pero esto no llega al punto de formar guetos, o sea barrios típicamente italianos, como las áreas urbanas llamadas Little Italy que por ejemplo pueden encontrarse en varios emplazamientos de Estados Unidos.
Se reitera, los ítalo-brasileros están plenamente integrados al país y a su cultura, y están orgullosos de su propio status en Brasil, pues se sienten libres de cualquier forma de discriminación, en razón de su origen étnico o por cualquier otra causa. Con notoriedad hay ítalo-brasileros en todas las profesiones, e incluso en todos los niveles en los gobiernos y en las empresas. La "italianidad" aparece como un atributo secundario, como algo de cierta importancia que merece ser destacado en ciertos contextos, pero más como un "modo de ser brasilero" respetuoso de sus ancestros y de su propio origen, que con intencionalidad de formar una identidad separada. Para algunos, ser italiano (y sobre todo, ser véneto, calabrés, o campanés) es algo que especialmente remite al ámbito doméstico, a la familia y a los seres queridos. A otros, los impulsa a realizar búsquedas en relación con sus propias y particulares raíces, principalmente en lo cultural y en lo que pueda tener de anécdota o de hecho curioso. Para otros, es una estrategia que a veces les sirve para integrarse al mercado de trabajo, o para escalar posiciones, o incluso para aprovechar oportunidades en empresas italianas o en el comercio exterior, etc.
La "identidad italiana" por mucho tiempo estuvo muy débilmente instalada en Brasil. Los inmigrantes que llegaban de Italia estaban mucho más ligados a su identidad regional italiana que a la nacional, como consecuencia que Italia consiguió su unificación como nación con mucho retraso respecto de lo que ocurrió en otras partes de Europa. La conciencia en los inmigrantes que provenían de la península itálica, de que formaban parte de un único país, surgió a duras penas a principios del siglo XX, ya que obviamente al llegar a Brasil estos grupos se sentían extranjeros y por tanto más identificados con otros extranjeros, y también por el propio posicionamiento de la opinión pública brasilera que tendía a uniformizarlos en grandes grupos. En consecuencia, lo que por mucho tiempo predominó fueron los regionalismos, favorecidos por la propia concentración de italianos de una misma región de origen, en un mismo espacio geográfico en el nuevo continente. En el sur de Brasil prevalecieron núcleos de colonos del Véneto, así como trentinos y lombardos, mientras que en São Paulo se formaron barrios monorregionales de calabreses (especialmente en Bixiga), de vénetos (en Bom Retiro), y de apulienses (en Brás, situada al norte de Mooca, ambos en la Subprefeitura da Mooca).
Los italianos se asimilaron fácilmente en Brasil, pues en muchos casos formaban familia con brasileros de todas las razas y de todas las clases sociales, adoptando al cabo de un tiempo los hábitos brasileros y la identidad nacional. Y obviamente, los italianos llegados de Italia también se casaron con inmigrantes de otros orígenes, y en estos casos, sus descendientes a veces preservaban algunos hábitos culturales italianos, en especial en lo que se refiere a la culinaria italiana, que continúa siendo fuerte en Brasil.

## Galería de ítalo-brasileros destacados

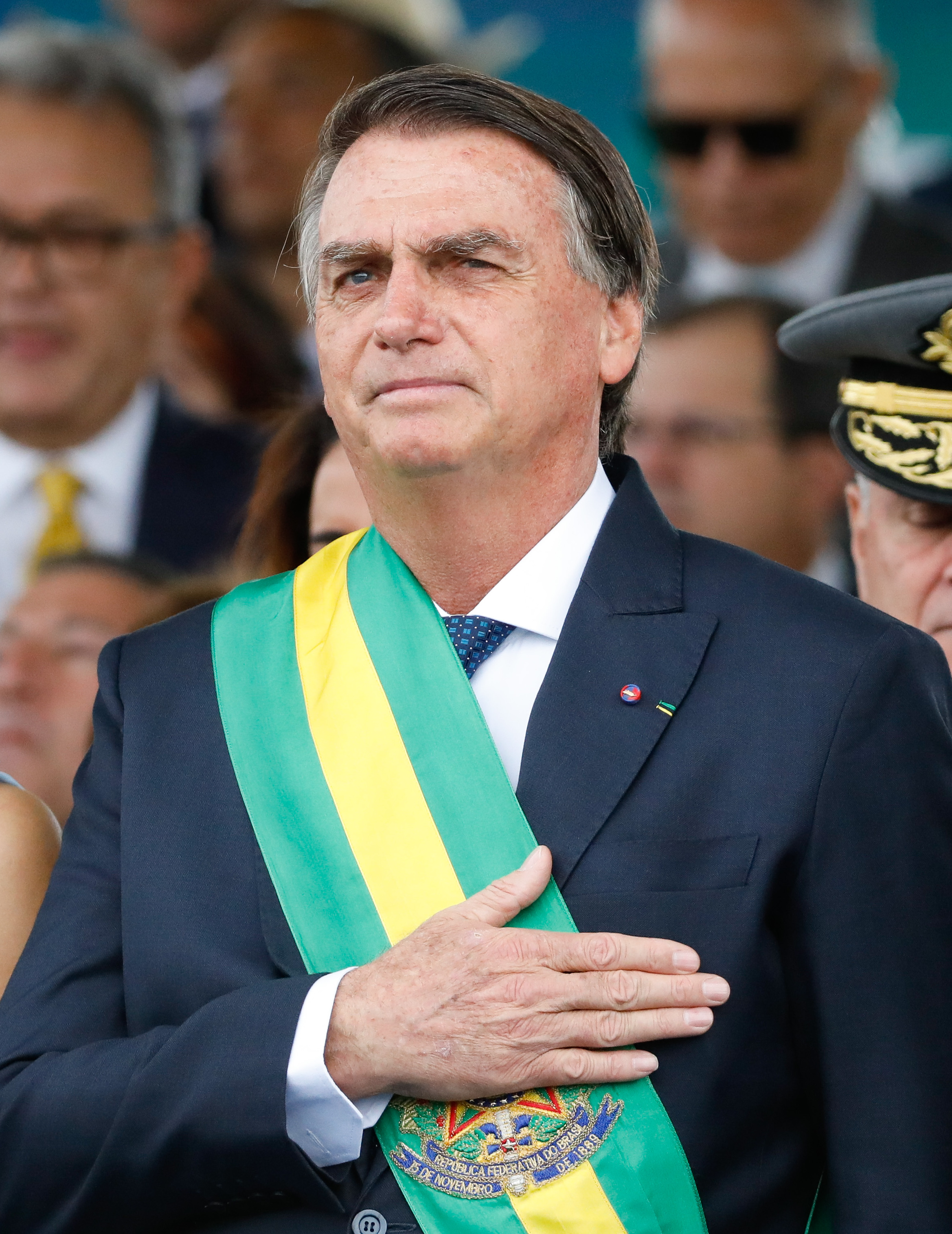
Jair Bolsonaro
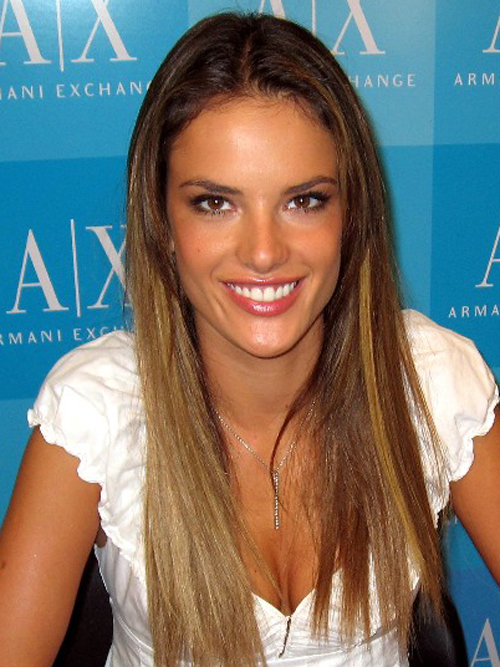
Alessandra Ambrosio
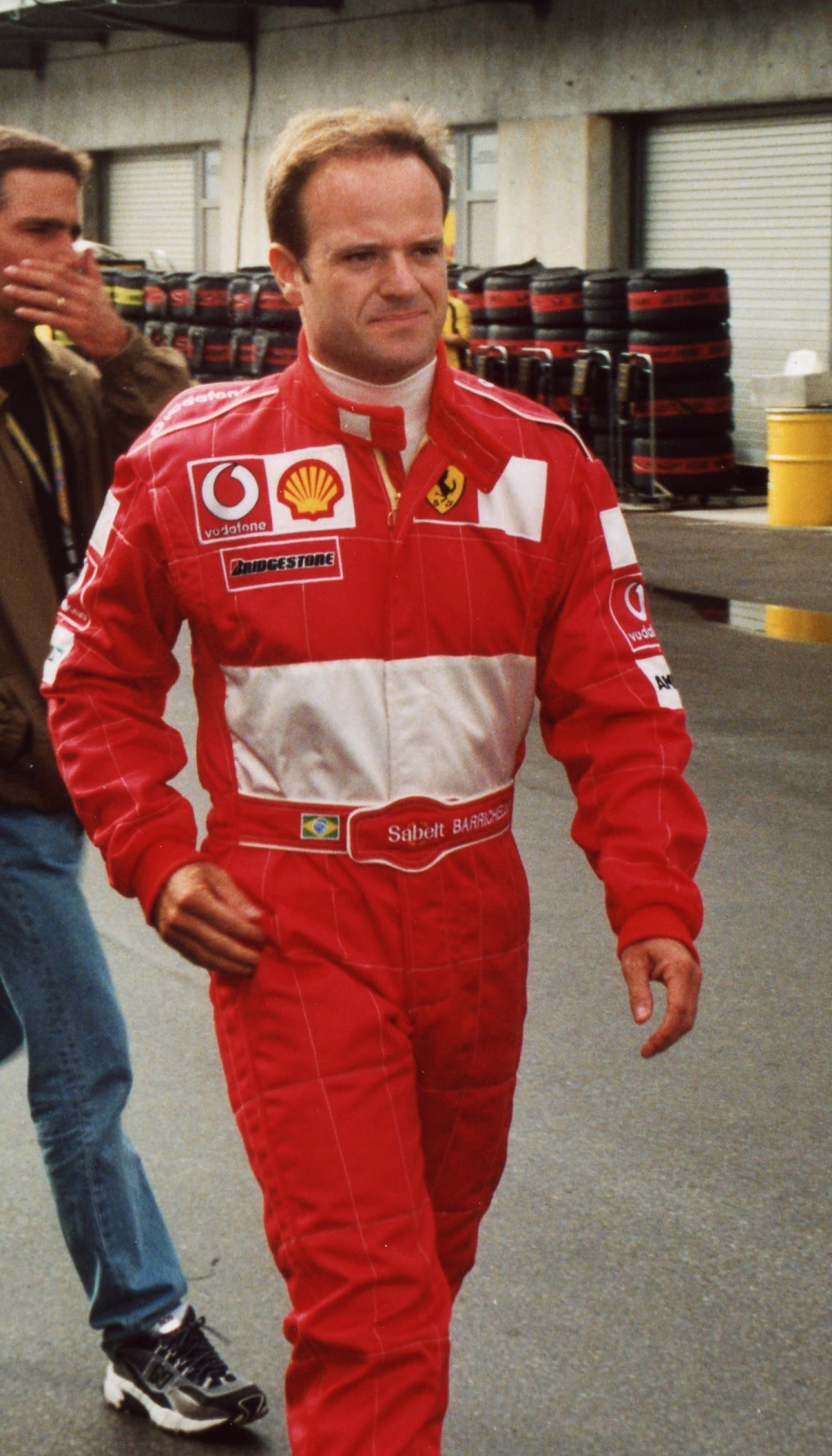
Rubens Barrichello
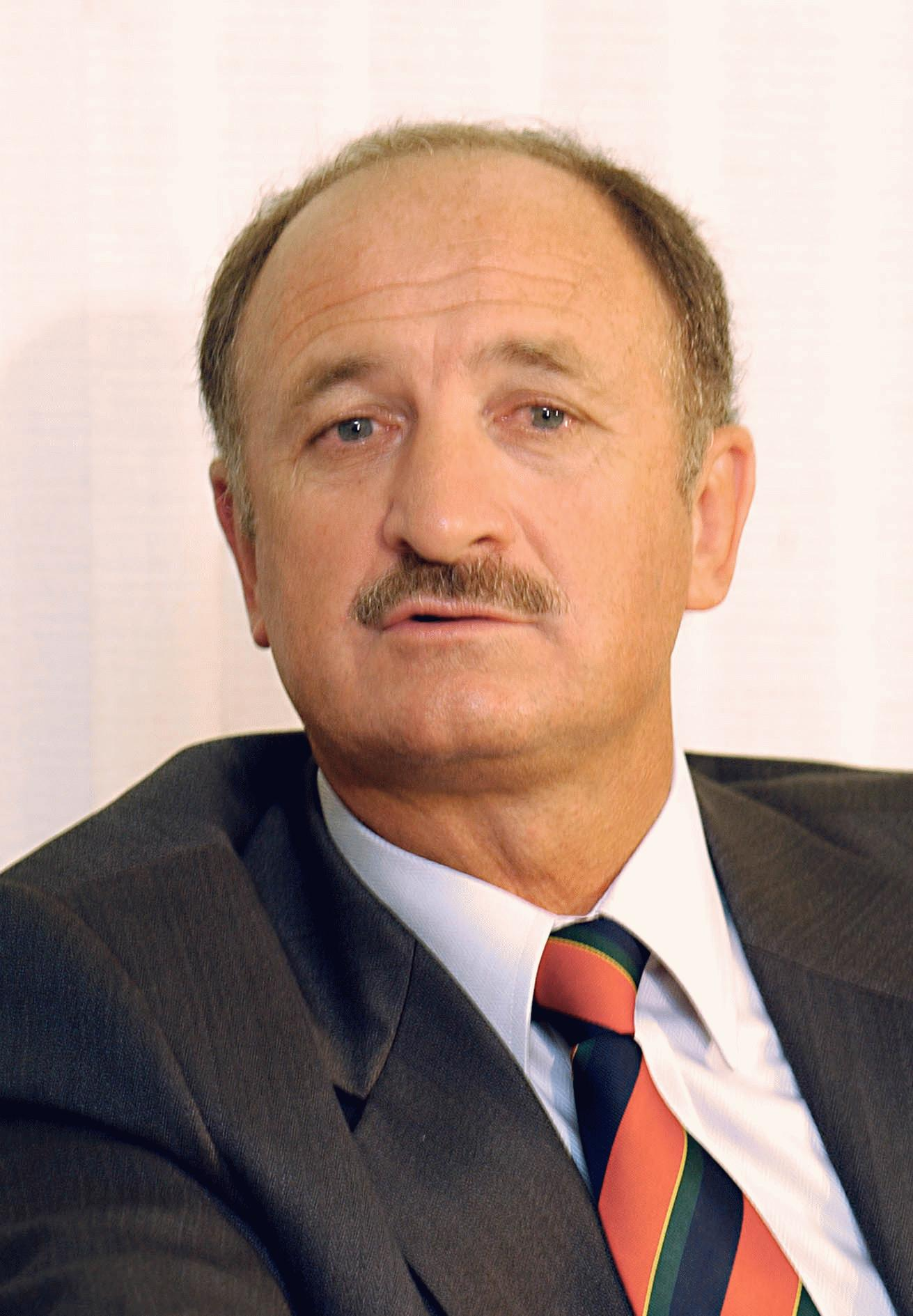
Luiz Felipe Scolari
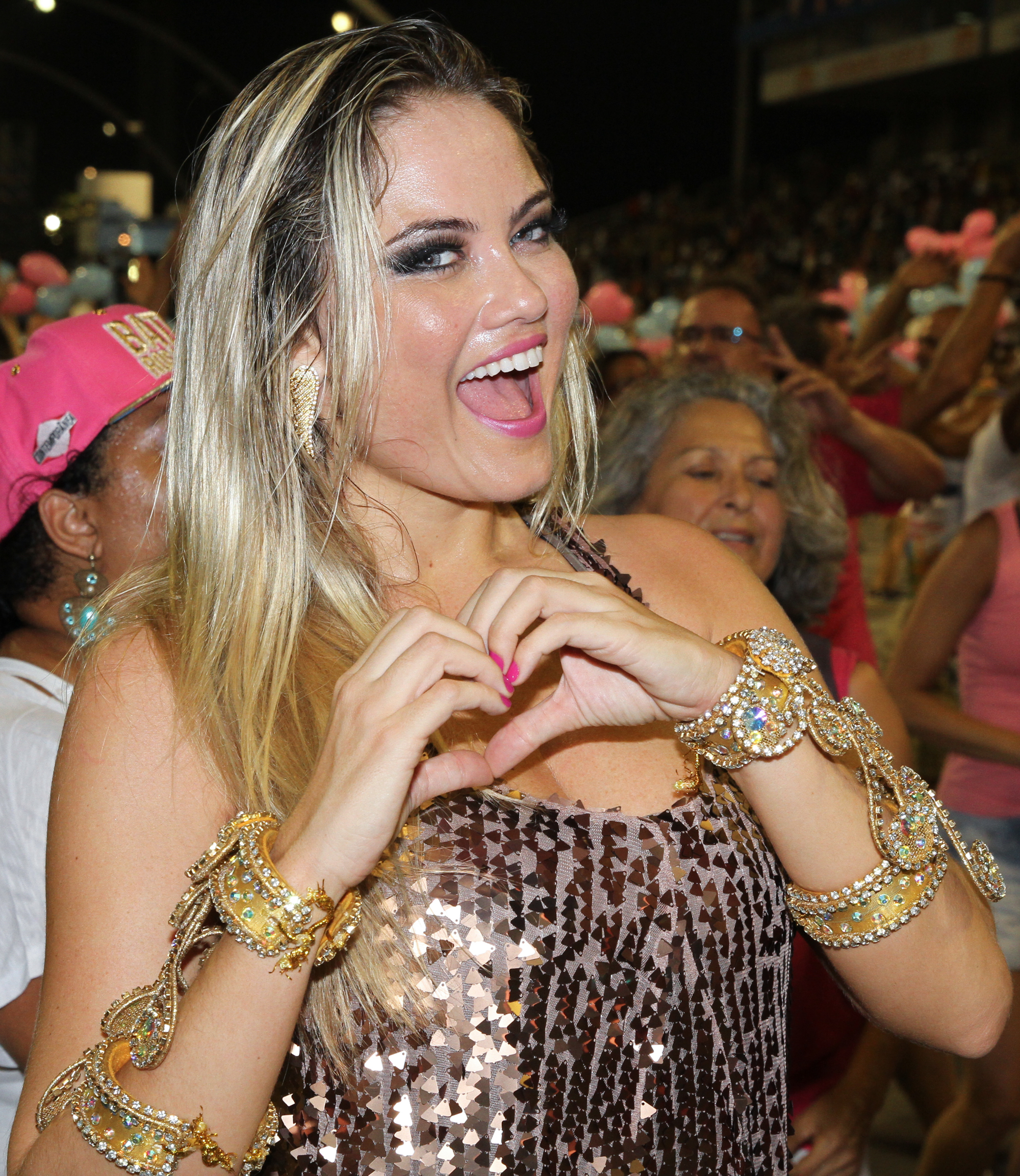
Ellen Rocche
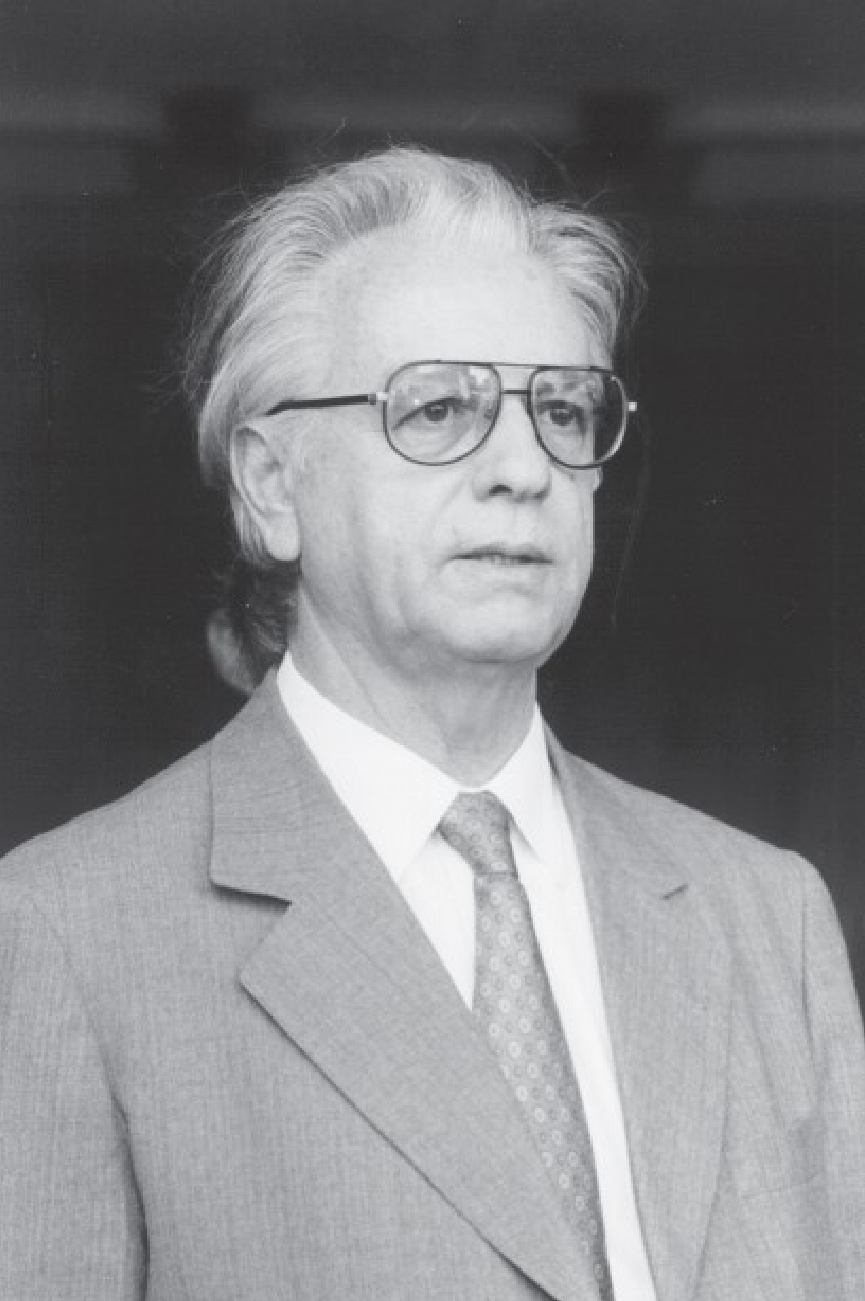
Itamar Franco
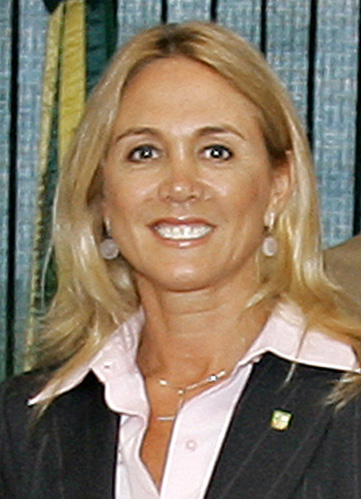
Hortência Marcari
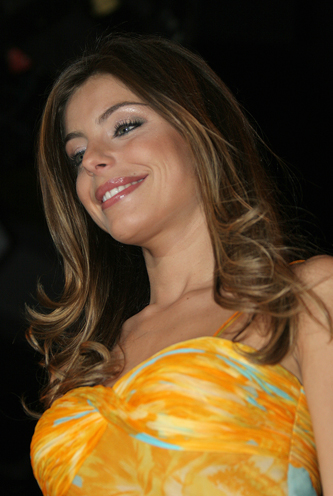
Daniella Cicarelli
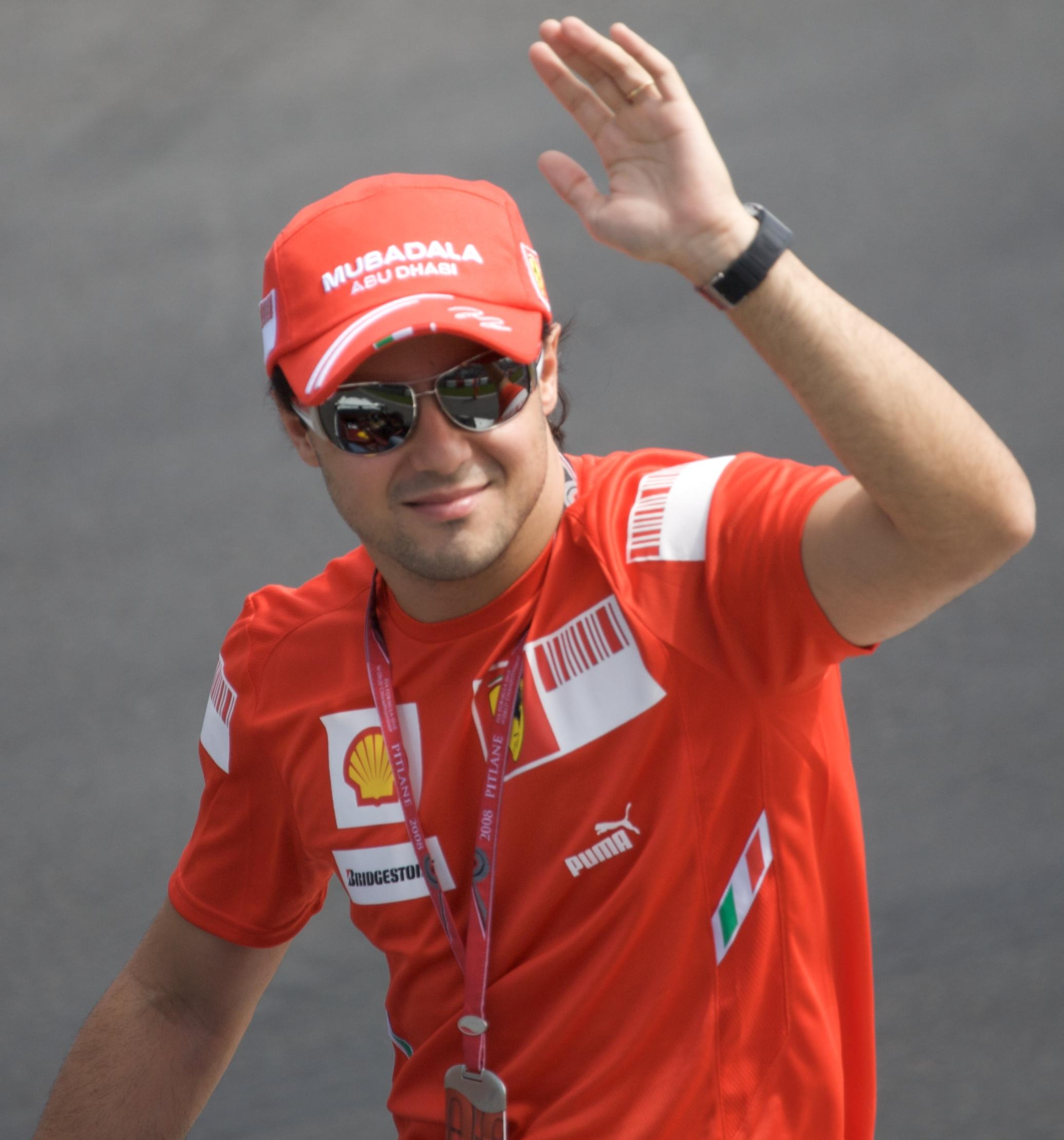
Felipe Massa
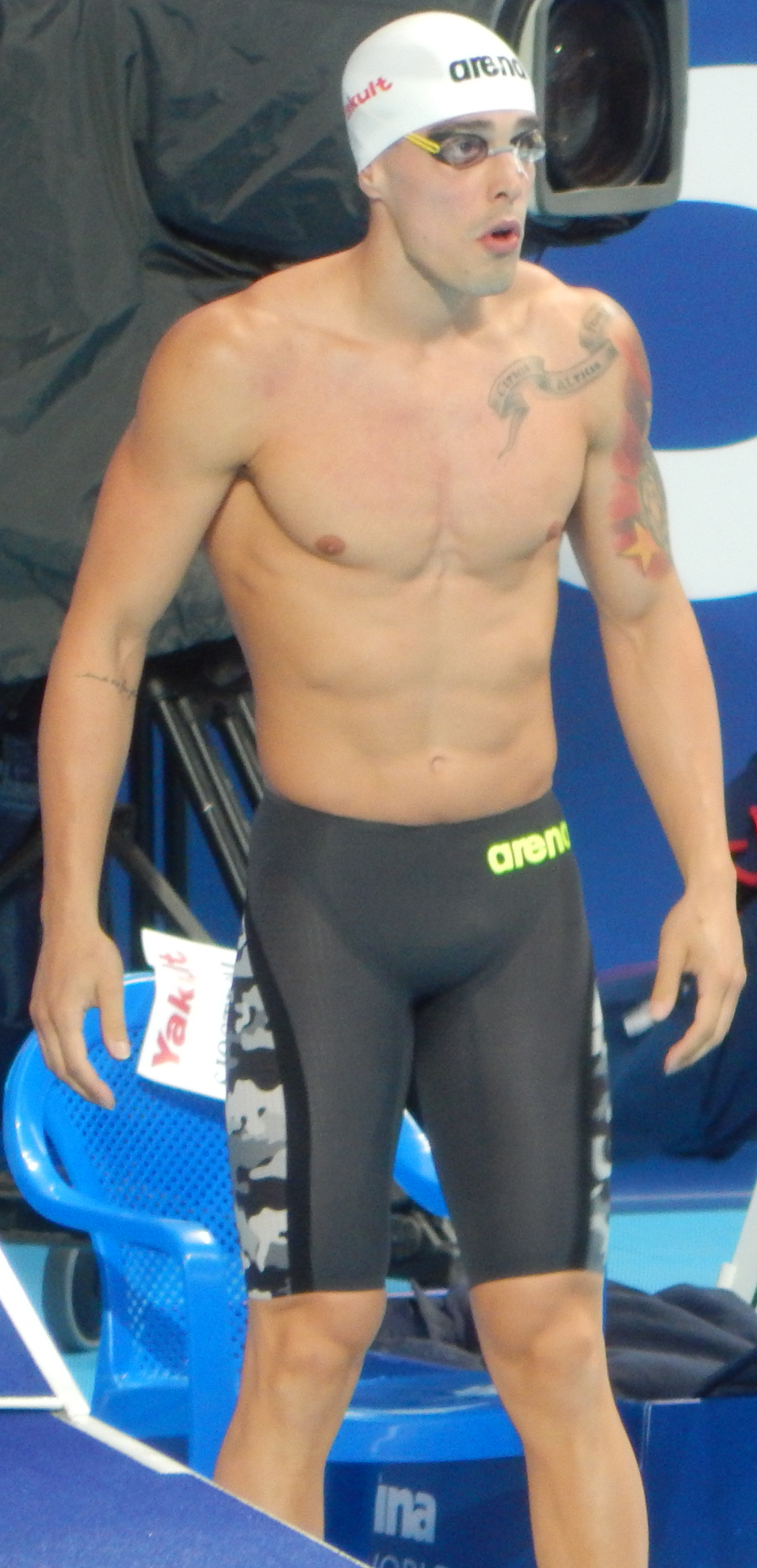
Bruno Fratus
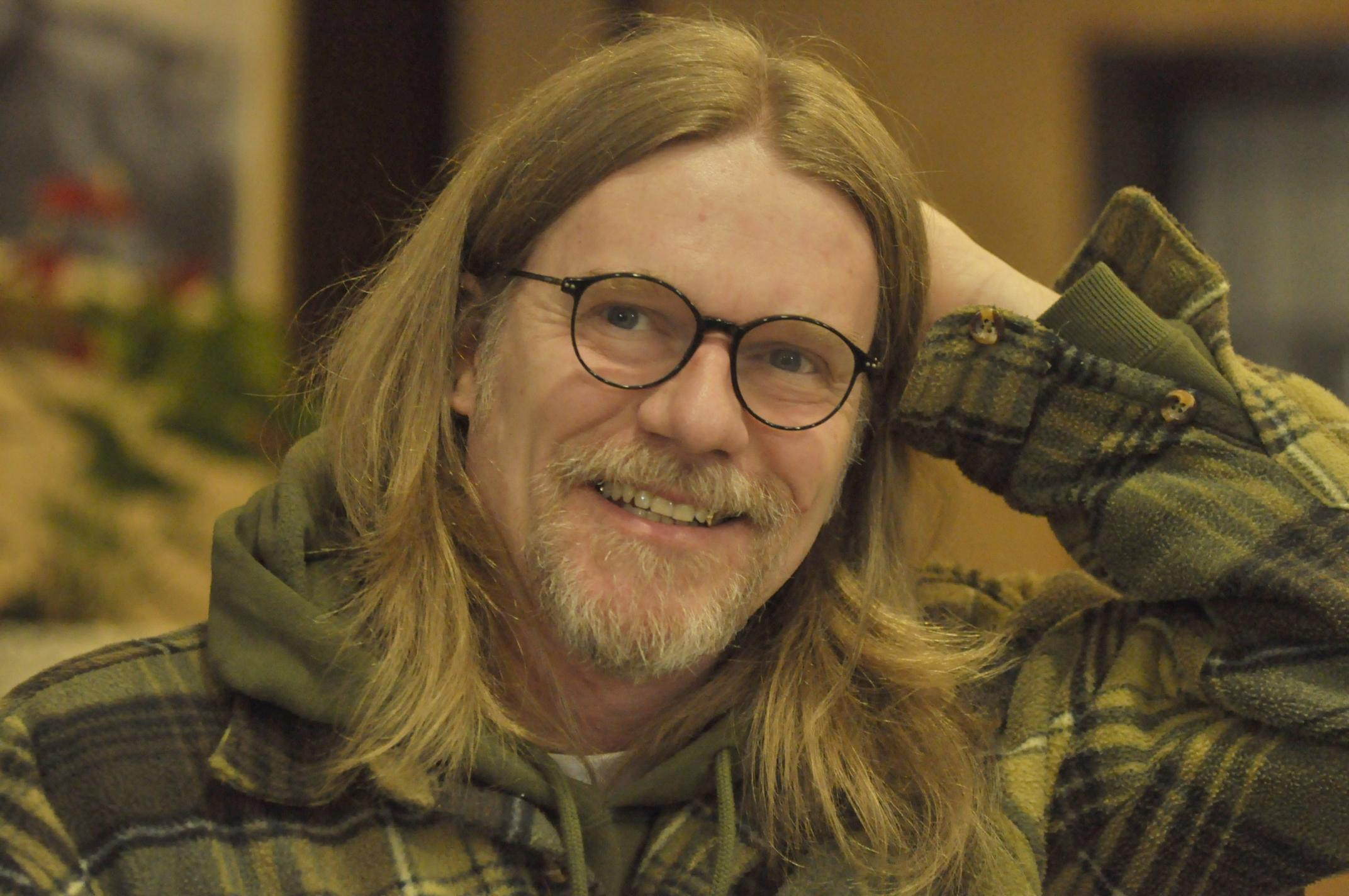
Humberto Gessinger
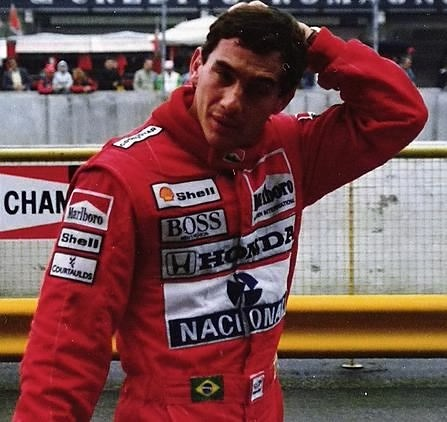
Ayrton Senna da Silva
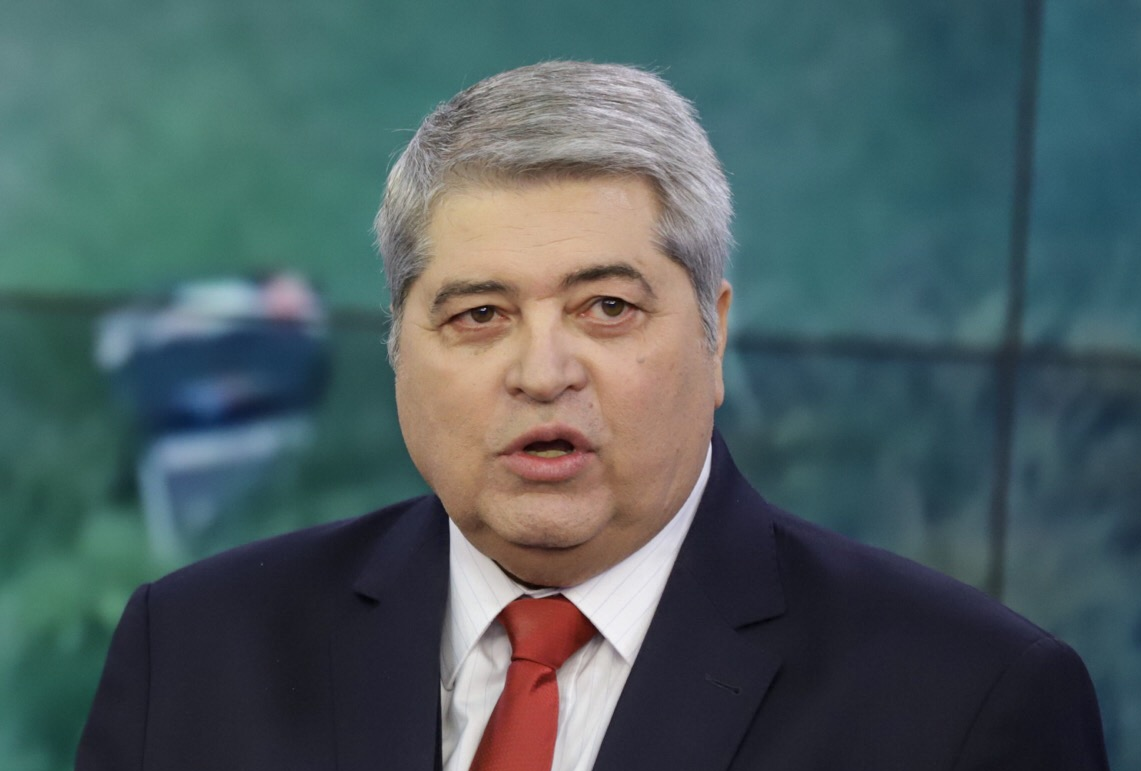
Datena
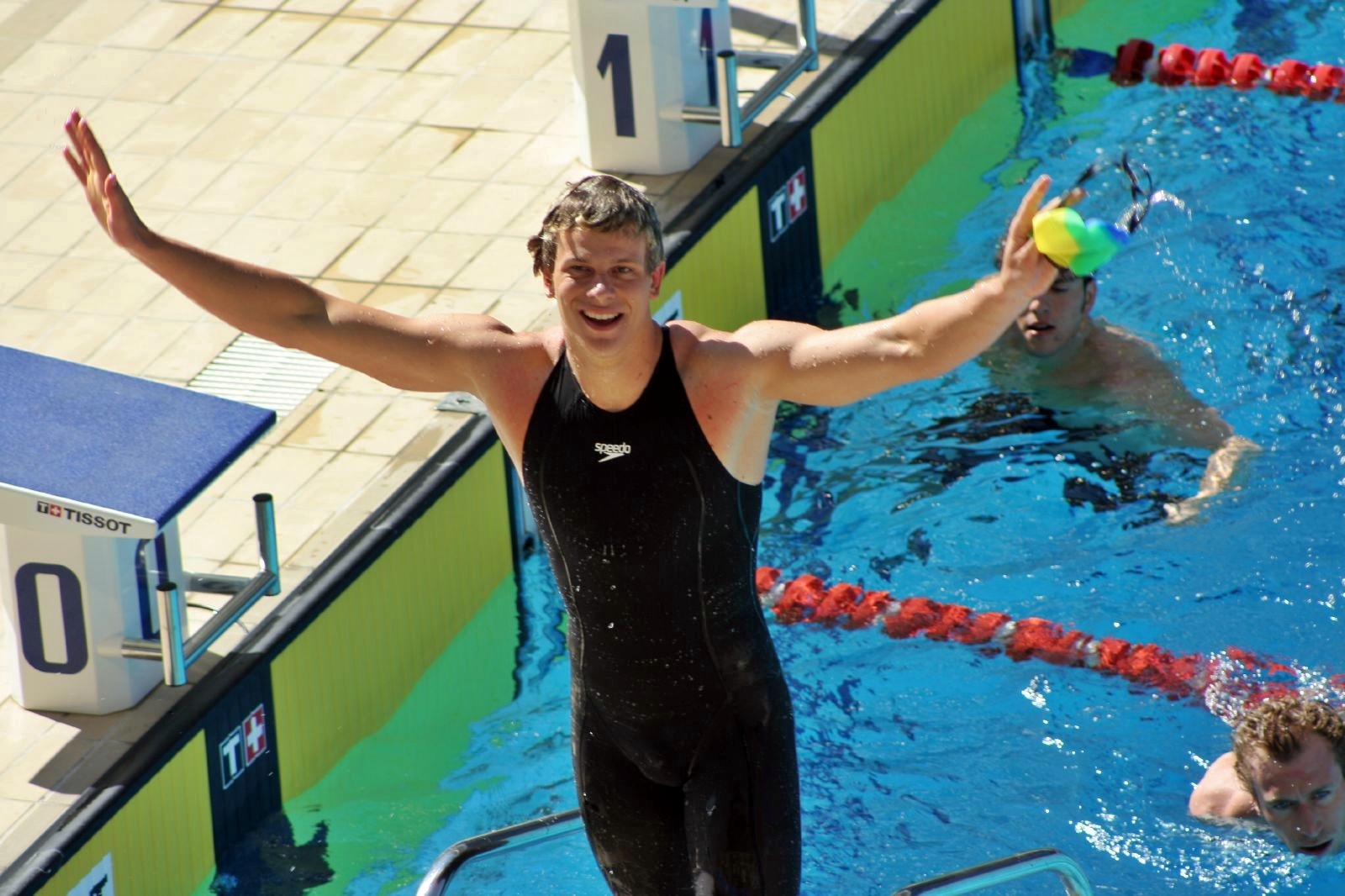
César Cielo

## Galería de fotos destacadas

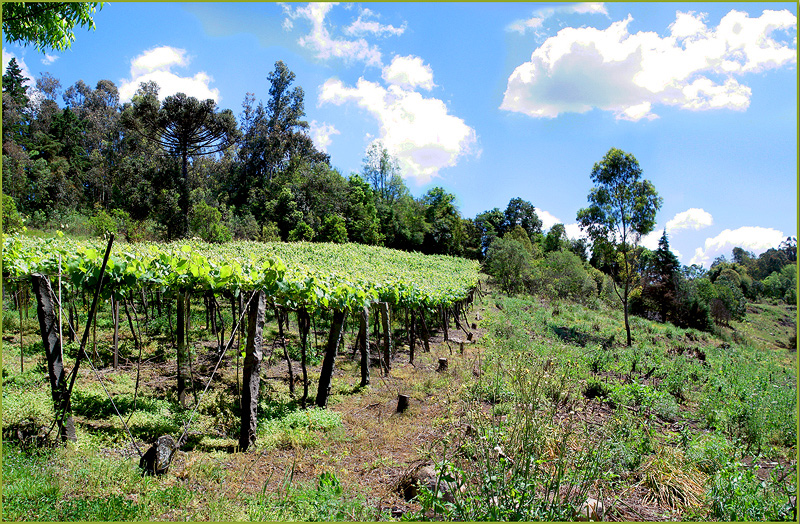
Imagen 1
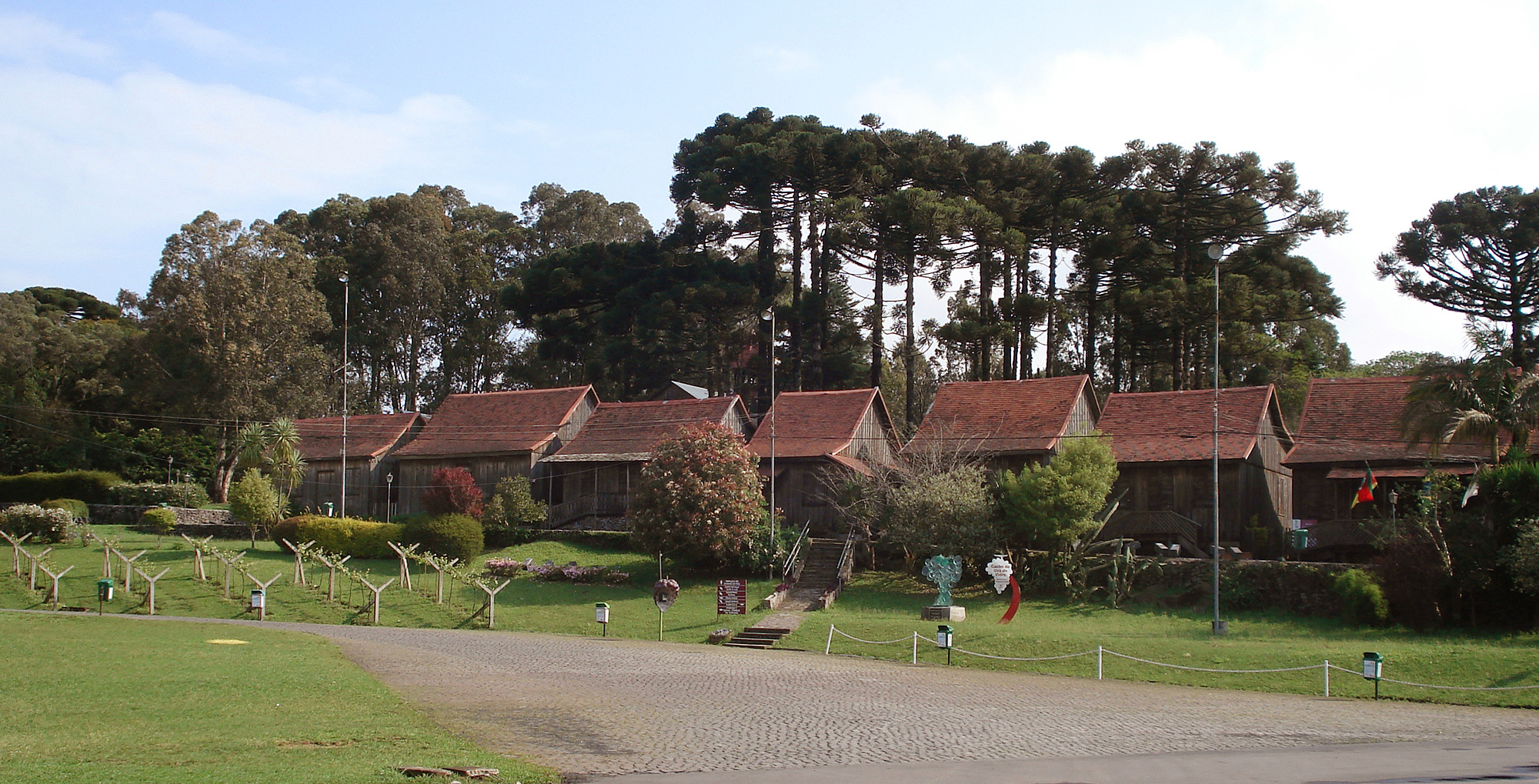
Imagen 2
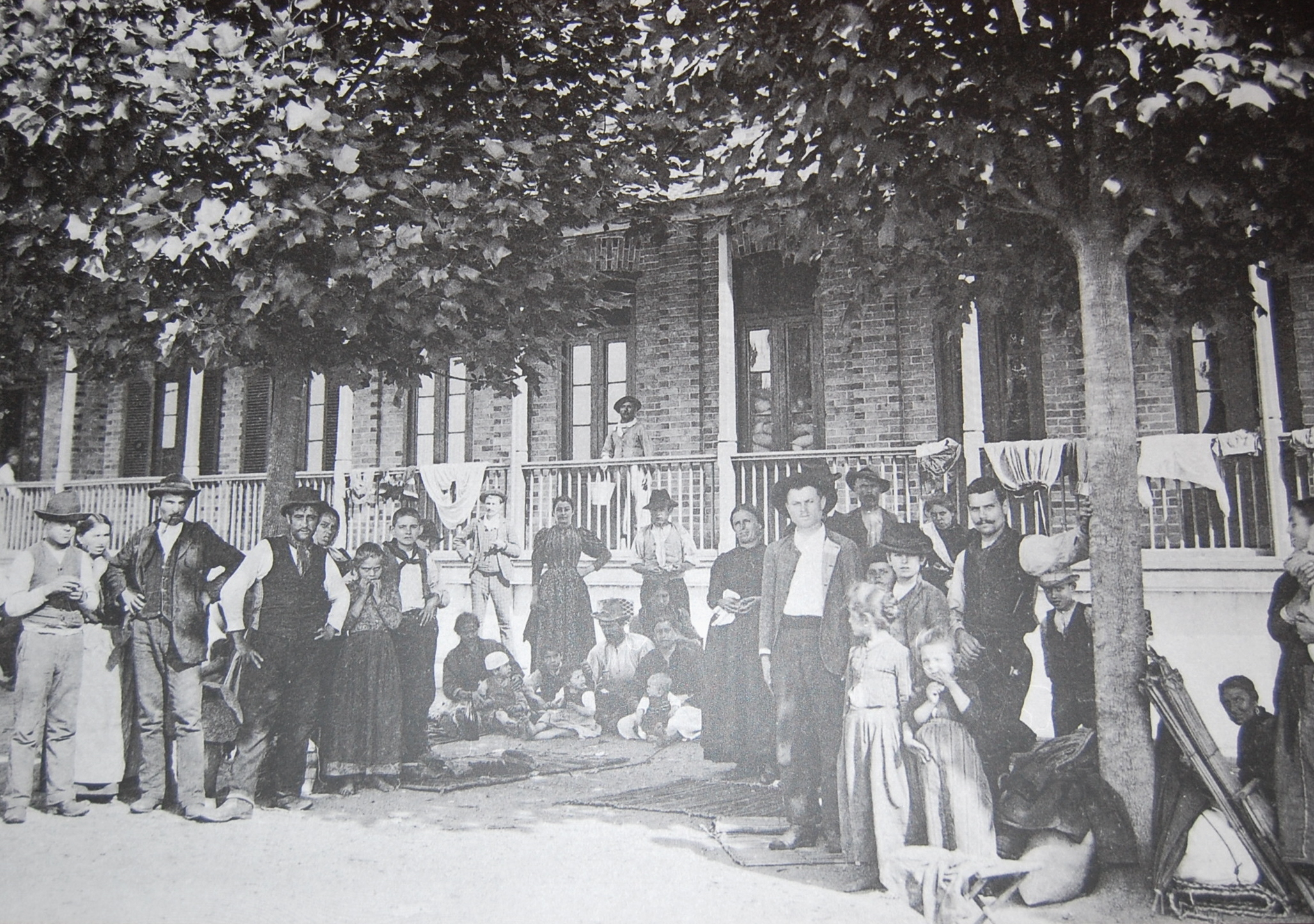
Imagen 3
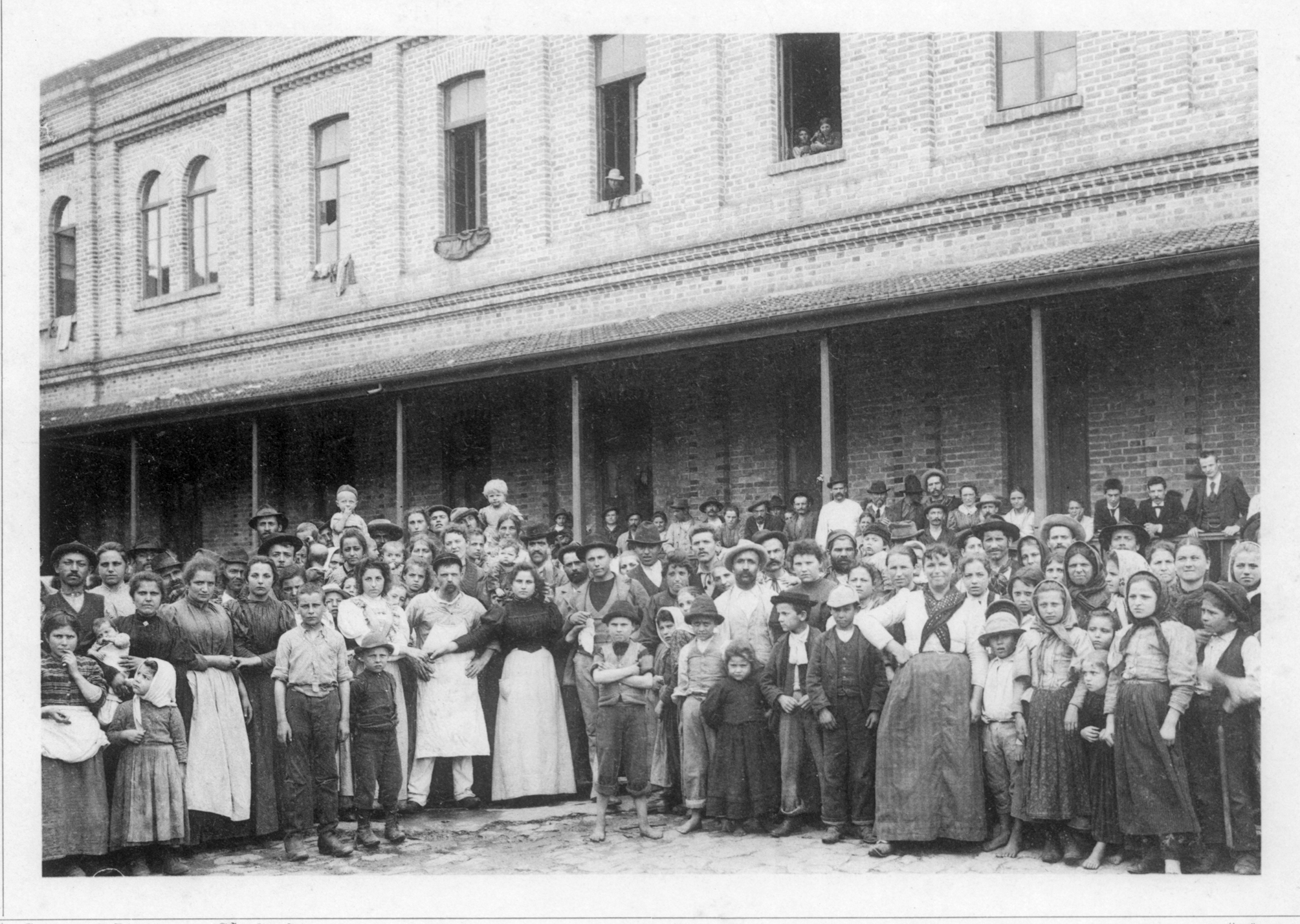
Imagen 4

- Imagen 1 - Paisaje típico del interior de Caxias do Sul (Brasil), con parrales aún cultivados en la forma tradicional. La producción de vinos fue introducida por italianos en ese estado.
- Imagen 2 - Réplica de la antigua Caxias do Sul, en el parque de exposiciones de la Festa da Uva, en Caxias do Sul, Brasil. El conjunto se asemeja a una típica comunidad veneciana del sur brasileño.
- Imagen 3 - Inmigrantes europeos posando para la foto en el patio central de la Hospedaria dos Imigrantes de São Paulo (cerca de 1890).
- Imagen 4 - Inmigrantes europeos posando para la foto en el patio central de la Hospedaria dos Imigrantes de São Paulo (fines del siglo XIX).

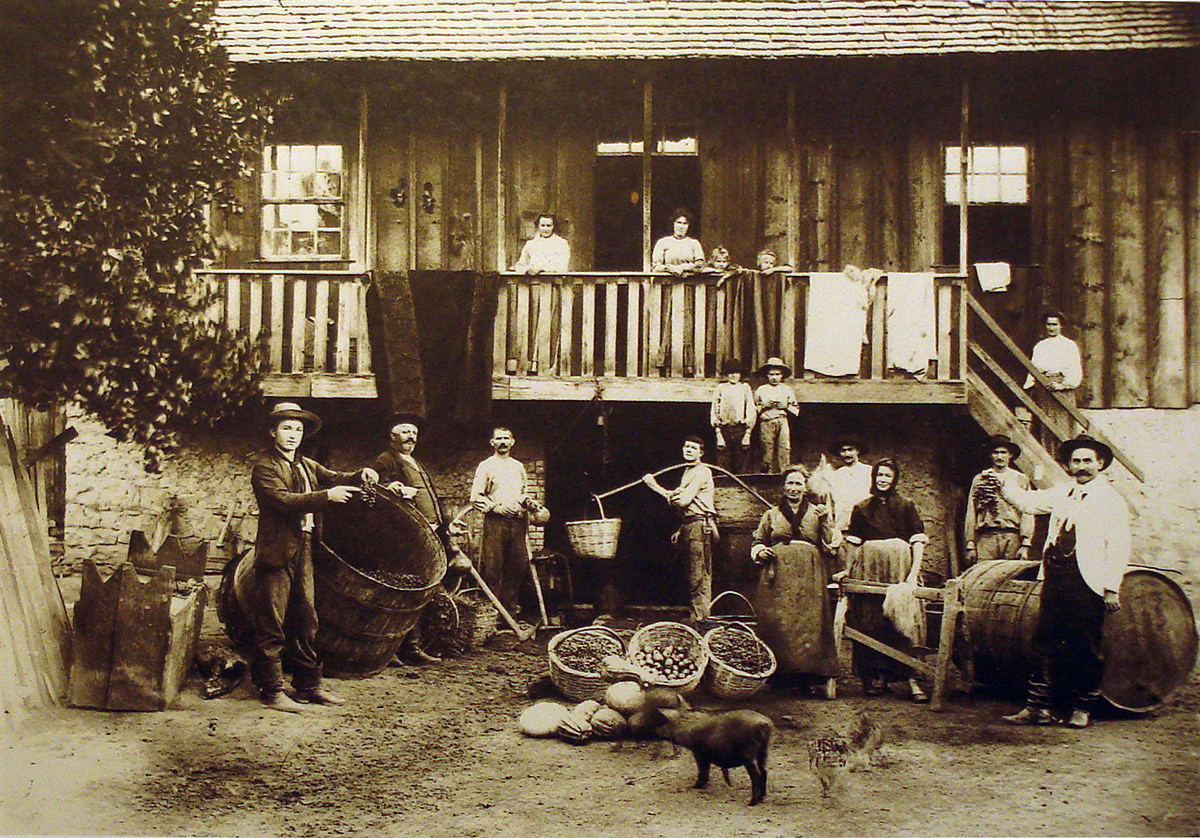
Imagen 5
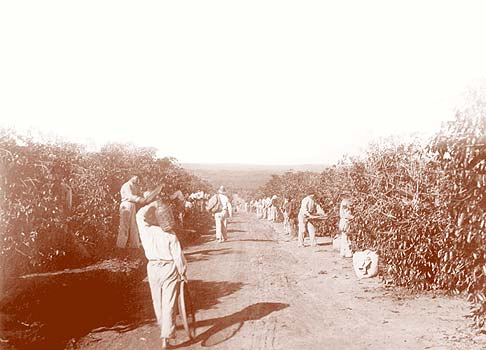
Imagen 6
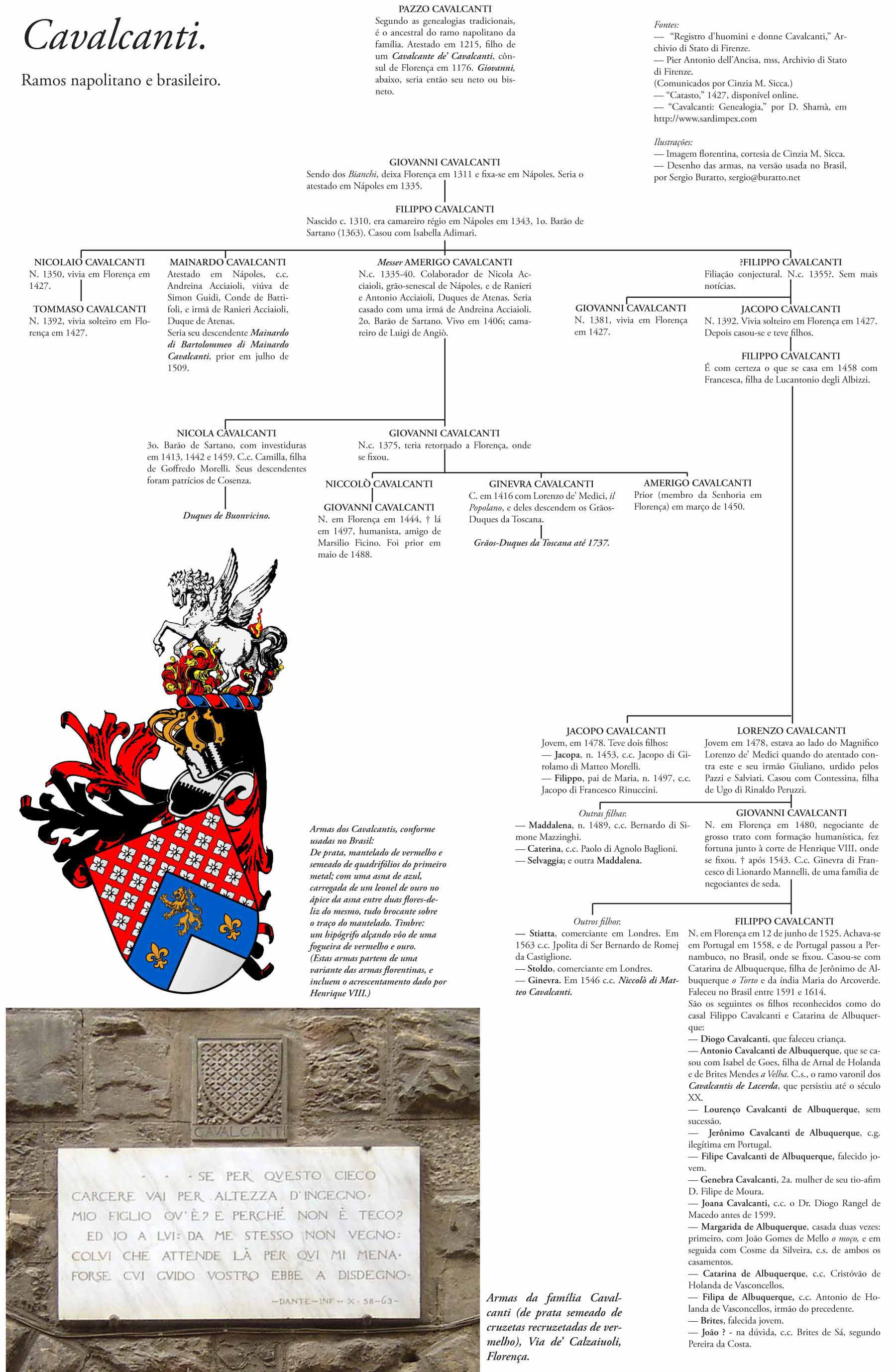
Imagen 7
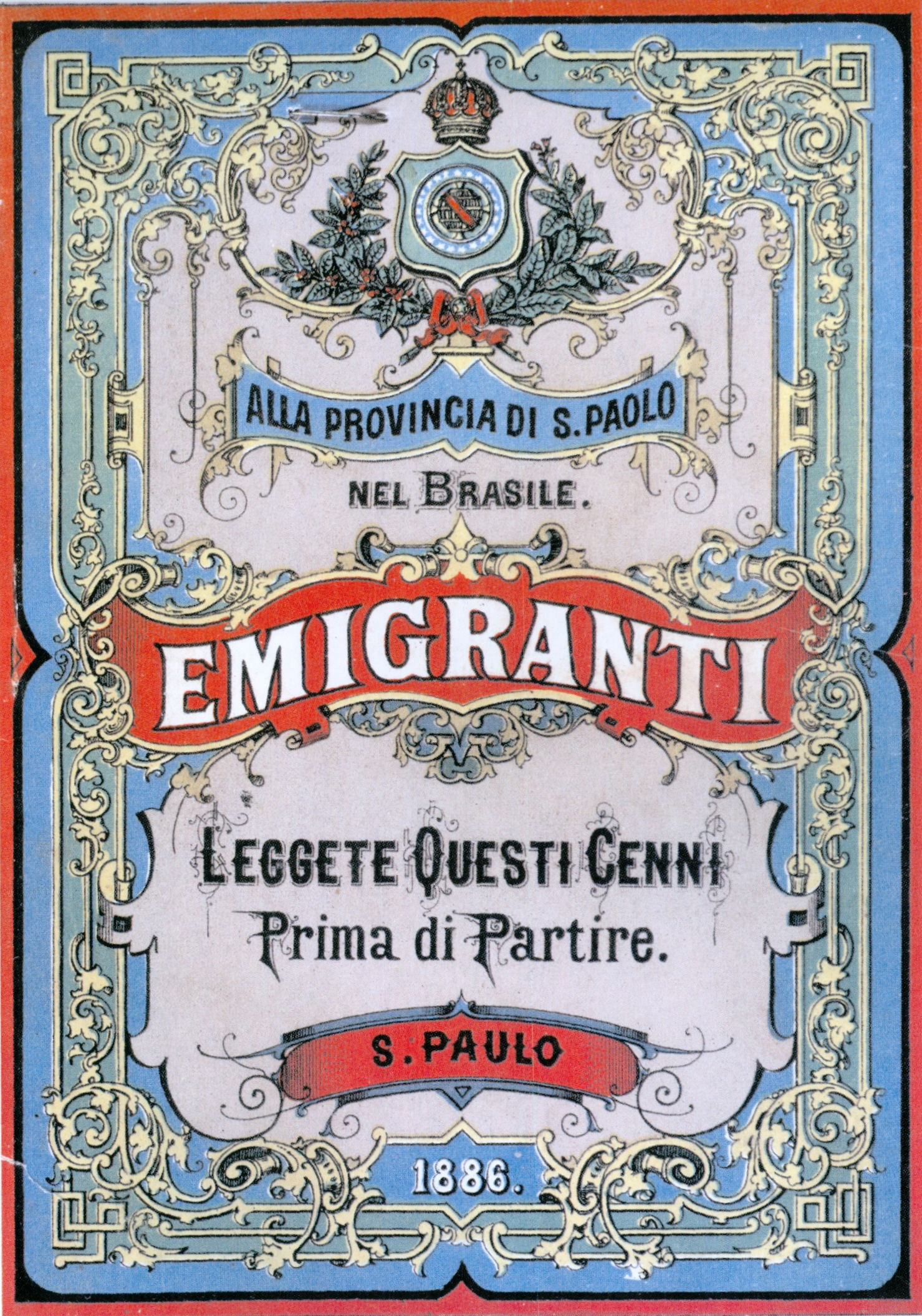
Imagen 8

- Imagen 5 - Agricultores-colonos exponiendo sus productos en Caxias do Sul, en 1918, en la zona llamada Gruta da 3ª Légua. Allí hay también una cascada de 60 metros, y una pequeña iglesia de piedra Sagrados Corações, en donde la primera misa fue rezada por el obispo italiano Don José Barea, en 1949.[23]
- Imagen 6 - Italianos en una plantación de café, principios del siglo XX.
- Imagen 7 - Genealogía de la rama italiana y de la rama brasilera de la familia Cavalcanti, procesada por Francisco Antonio Doria. Los primeros Cavalcanti llegaron a Brasil en 1560, y seguramente esta familia es la de mayor tamaño en Brasil con un ancestro común.[24]
- Imagen 8 - Guía para emigrantes italianos en el estado de São Paulo

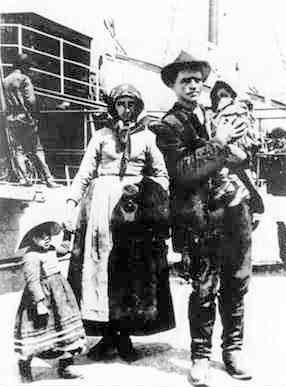
Imagen 9
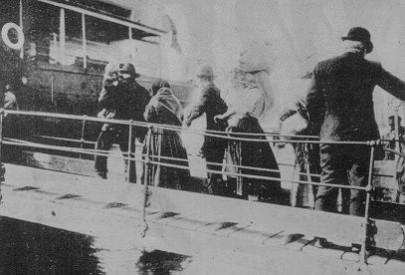
Imagen 10
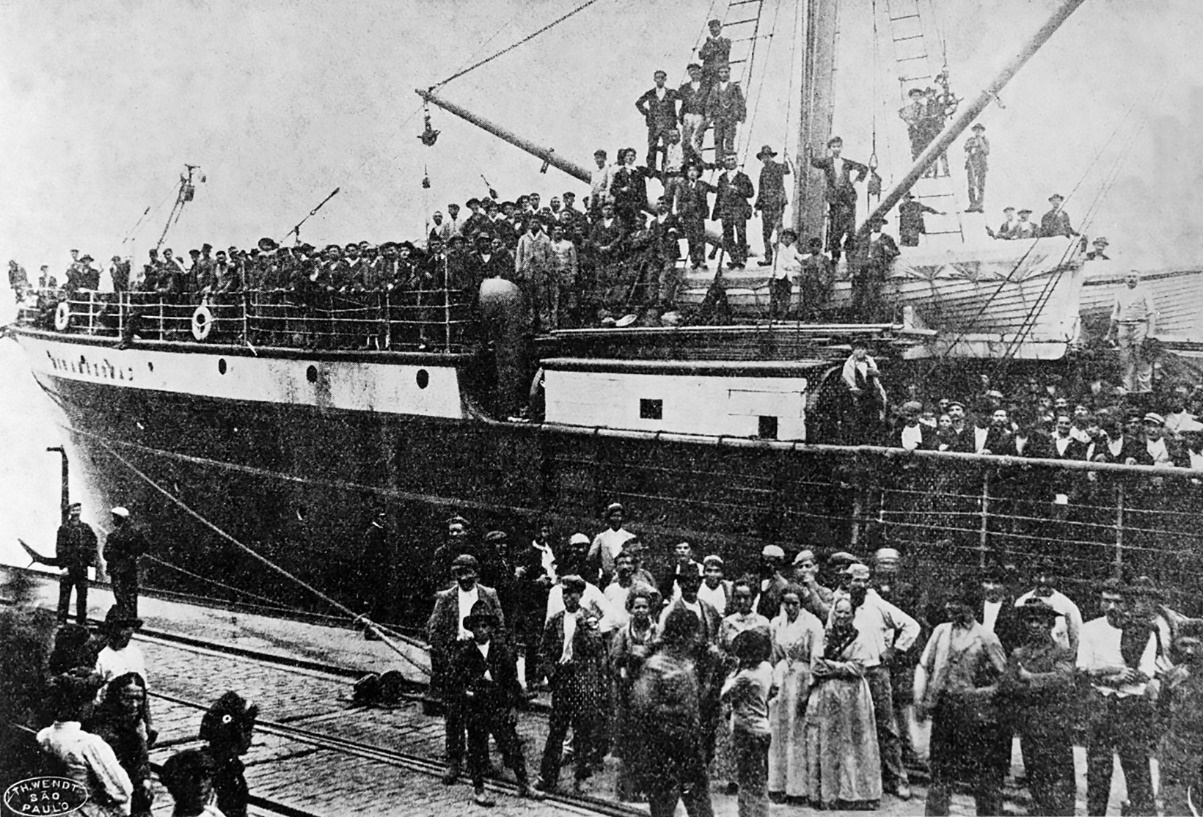
Imagen 11
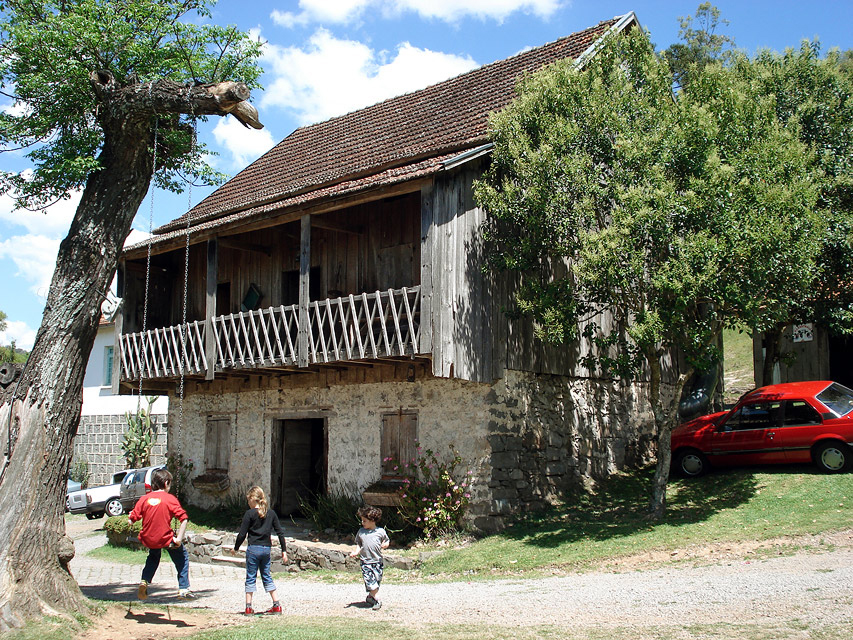
Imagen 12

- Imagen 9 - Emigrantes italianos hacia el final del siglo XIX.
- Imagen 10 - Italianos en un barco en Brasil, 1910.
- Imagen 11 - Barco con inmigrantes italianos llegando a Brasil (puerto de Santos) en 1907. Para muchos italianos del Estado de São Paulo, el punto de entrada al país fue el puerto de Santos.
- Imagen 12 - Típica casa de inmigrantes italianos en la región de Caxias do Sul, Rio Grande do Sul, Brasil. La construcción inicial data del siglo XIX, pero la foto es del año 2006.

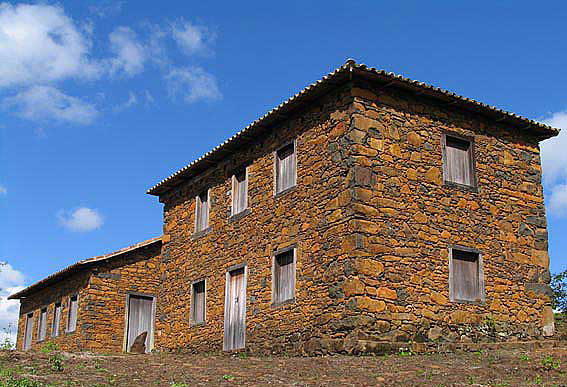
Imagen 13
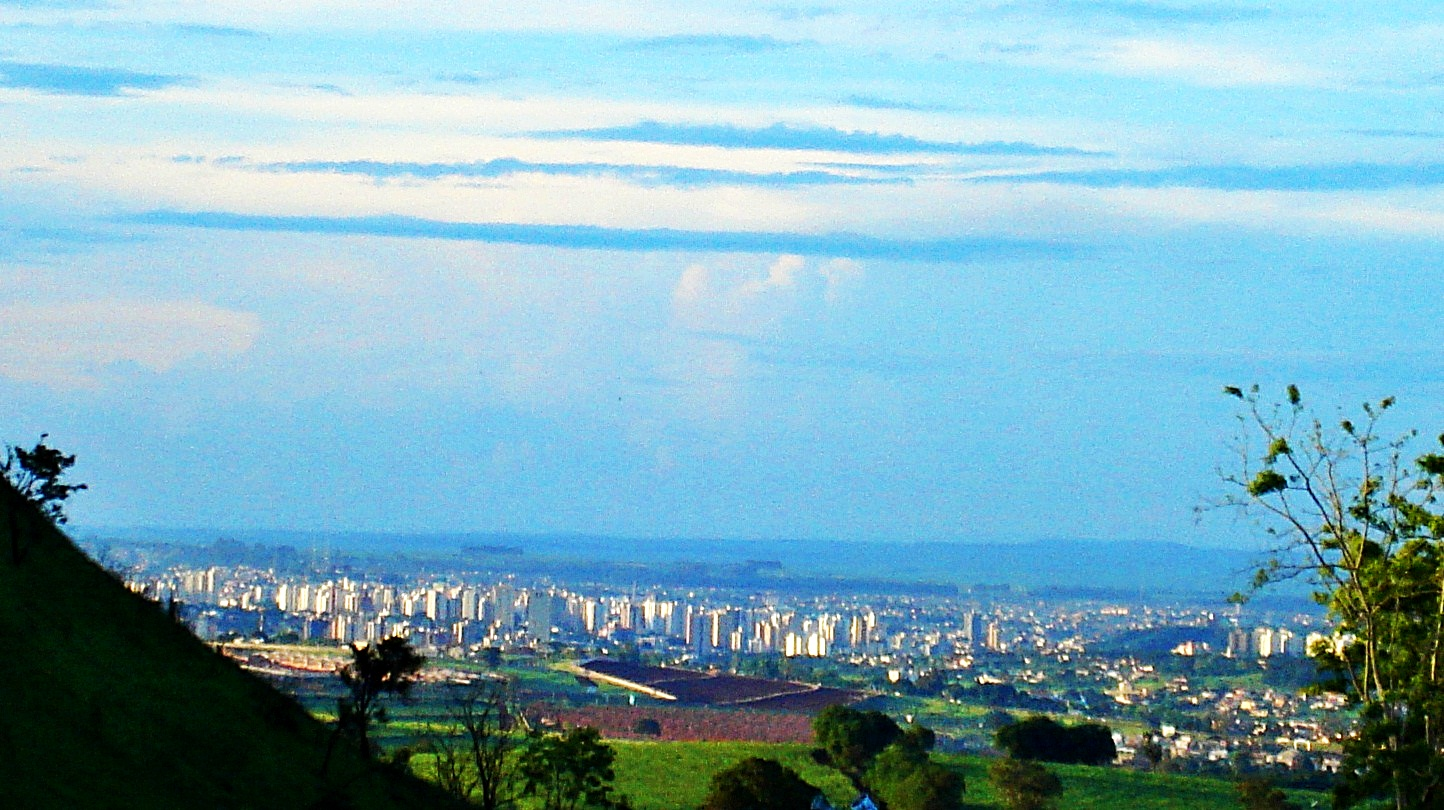
Imagen 14
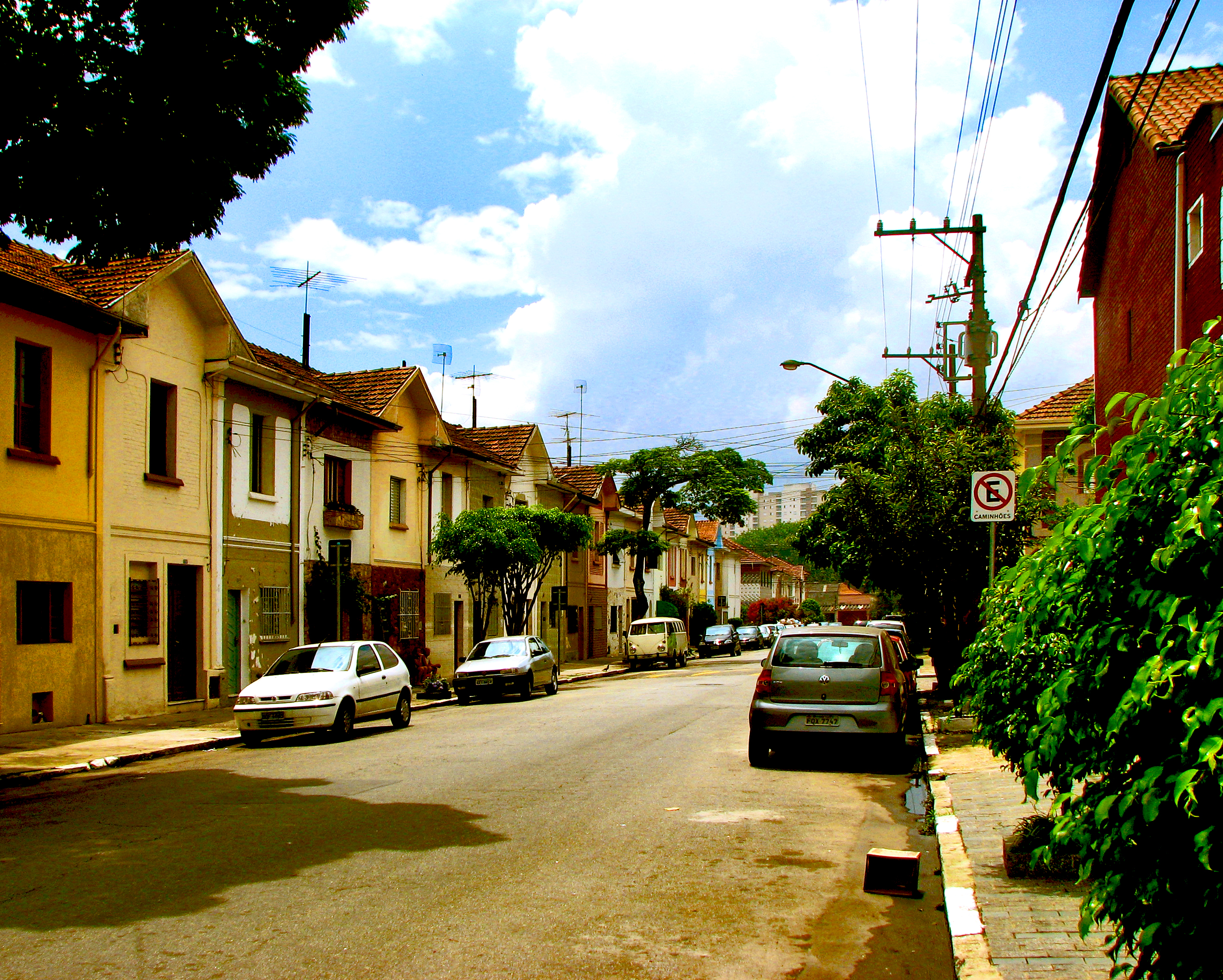
Imagen 15
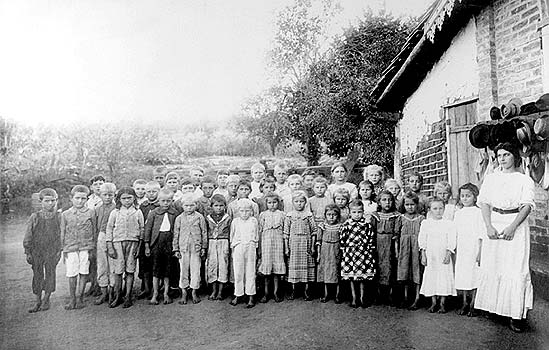
Imagen 16

- Imagen 13 - Casa de piedra en Nova Venécia, Santa Catarina, Brasil, señal de la inmigración italiana.
- Imagen 14 - La ciudad de Ribeirão Preto, en São Paulo (17 de diciembre de 2006). En 1902, el 52% de la población de esa ciudad había nacido en Italia.[25]
- Imagen 15 - Caserío proletario de inicio del siglo XX, barrio Mooca, ciudad de São Paulo, donde habitaron muchos italianos. Muchas casas aquí tenían balaustradas, chimeneas, decoraciones al estuco, y vistosas estatuillas, de influencia típicamente italiana.[26]
- Imagen 16 - Estudiantes italianos en Brasil, a principios del siglo XX, en una escuela rural de São Paulo (fuente: Instituto Agronômico de Campinas).

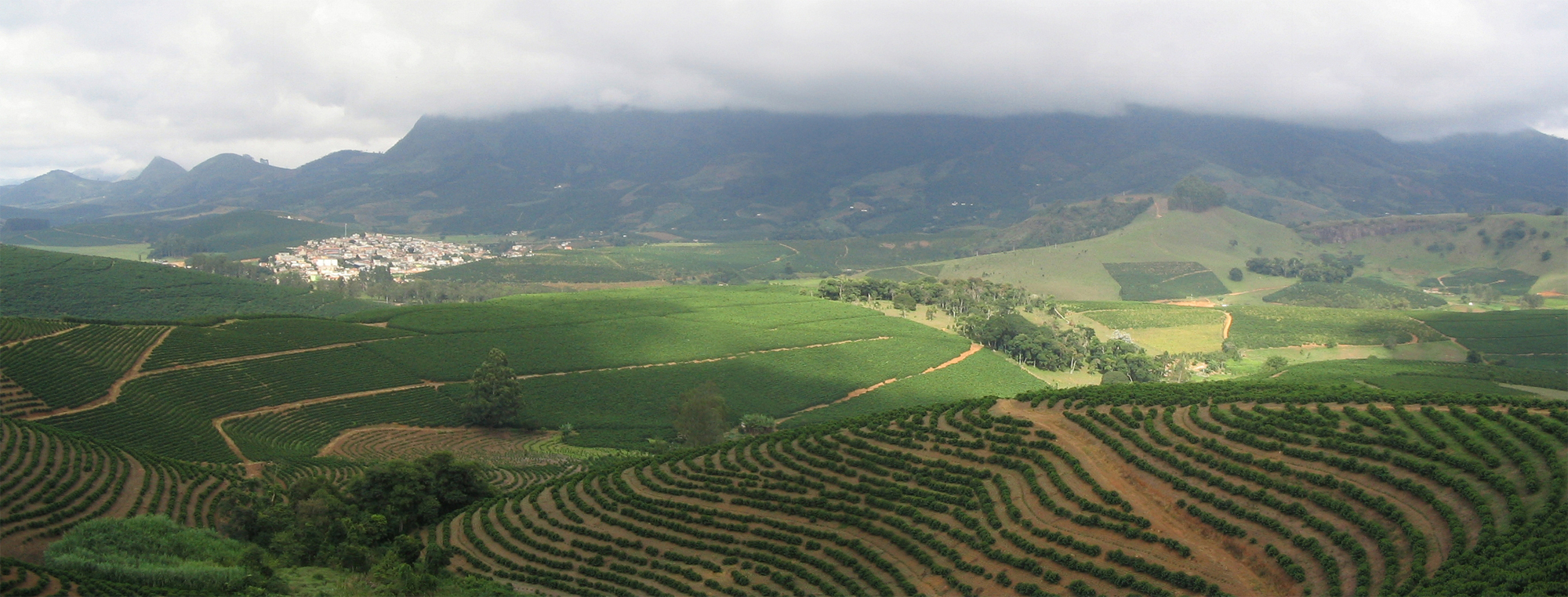
Imagen 17
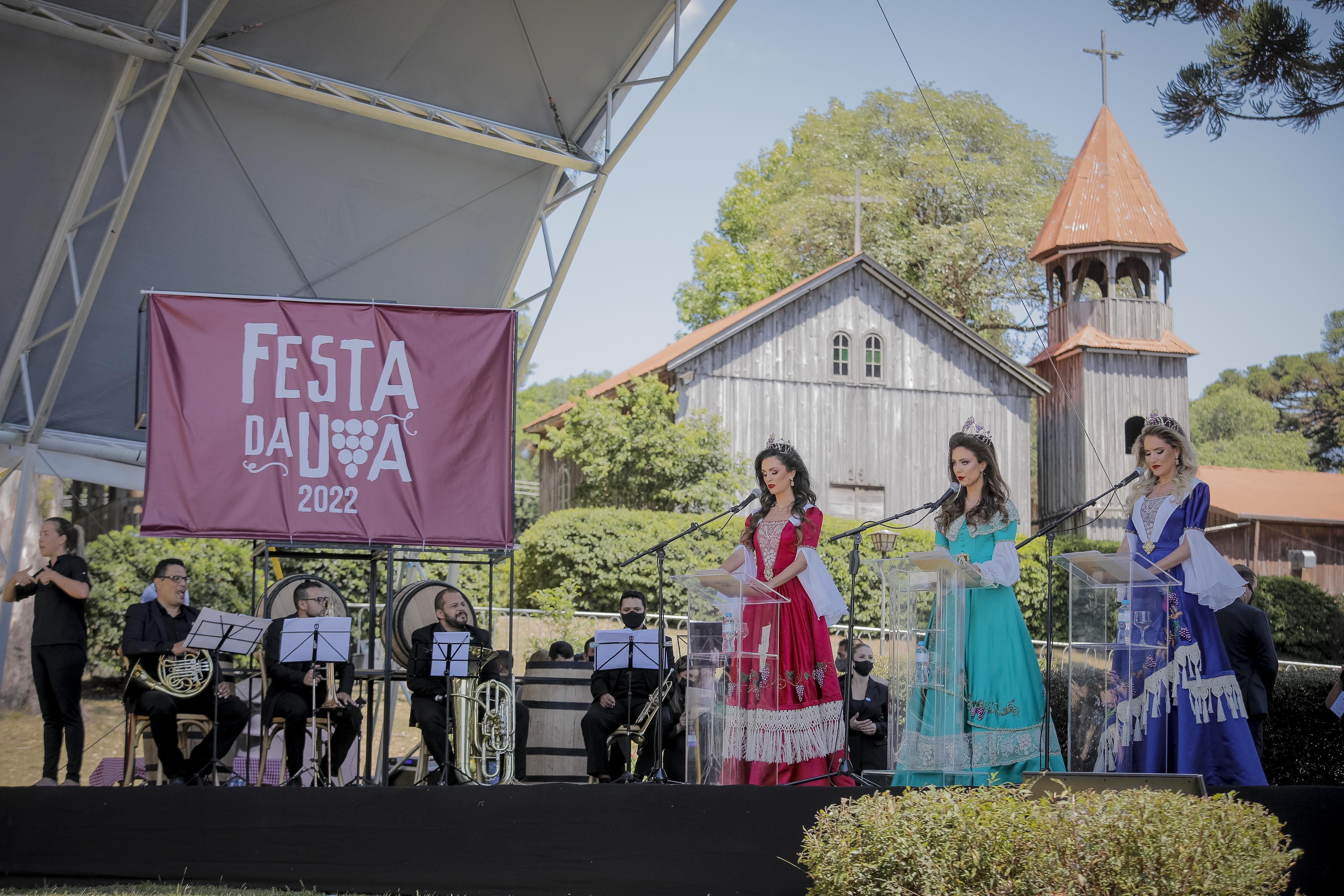
Imagen 18
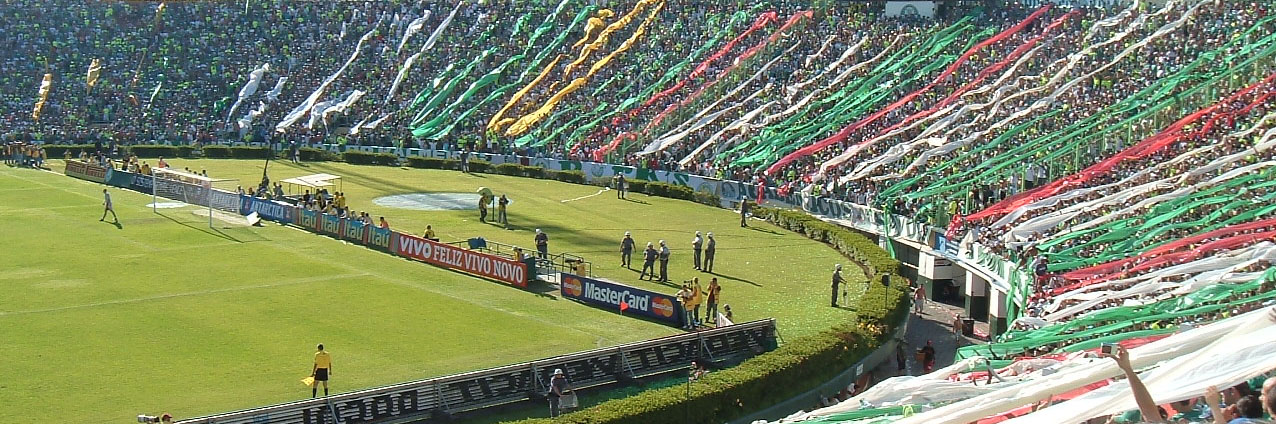
Imagen 19

- Imagen 17 - Plantación de café en São João do Manhuaçu, Minas Gerais, Brasil, que empleó italianos.
- Imagen 18 - Miembros de la comunidad ítalo-brasilera de Caxias do Sul, 18 de febrero de 2022, durante la Festa da uva.
- Imagen 19 - Campo de fútbol de la Sociedade Esportiva Palmeiras en el Estádio Palestra Itália, diciembre de 2007. El club fue fundado por inmigrantes italianos en São Paulo, en 1914, con el nombre Società Sportiva Palestra Italia.
- Imagen 20 - Os emigrantes, pintura de Antonio Rocco (1910).

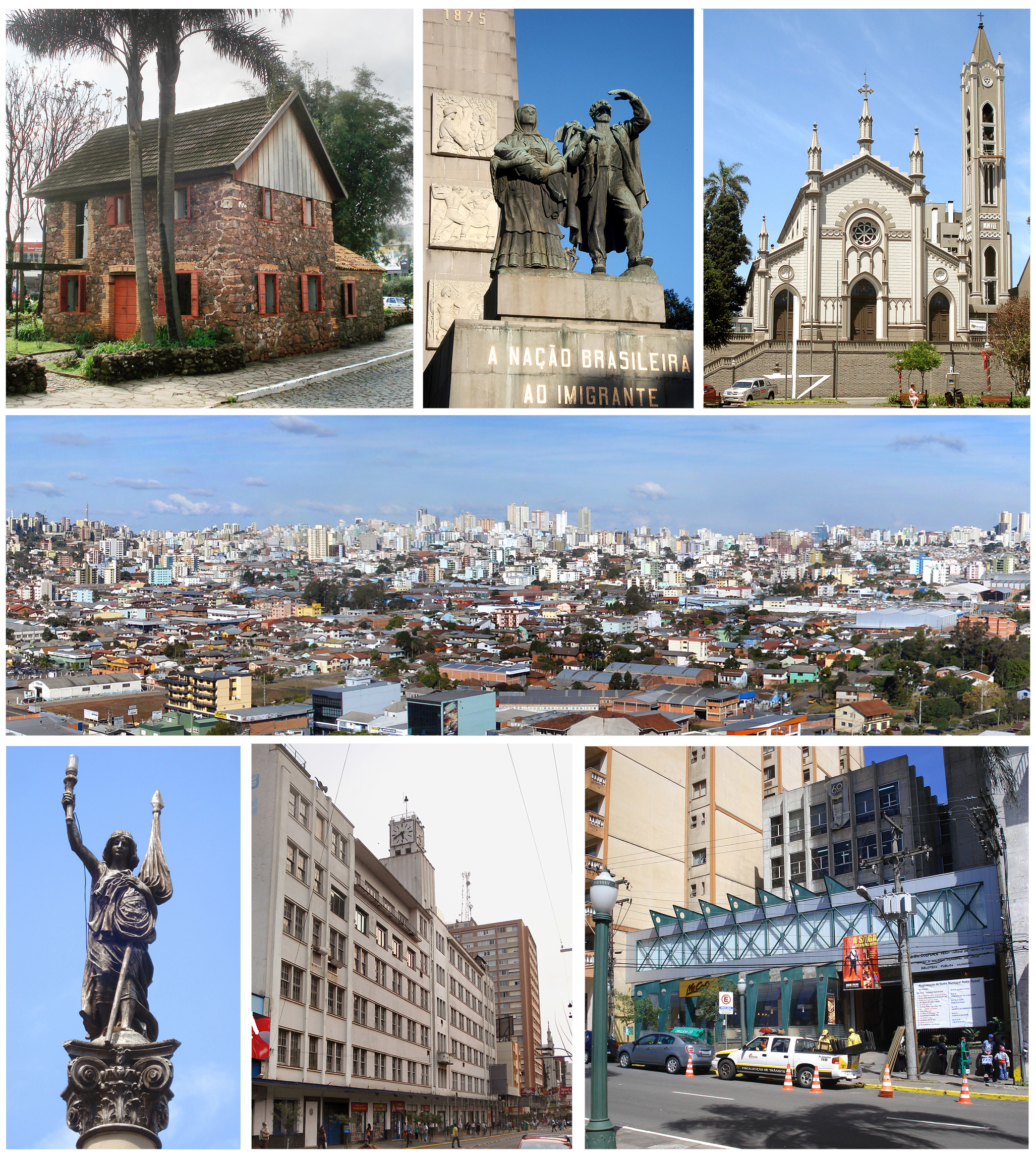
Imagen 21
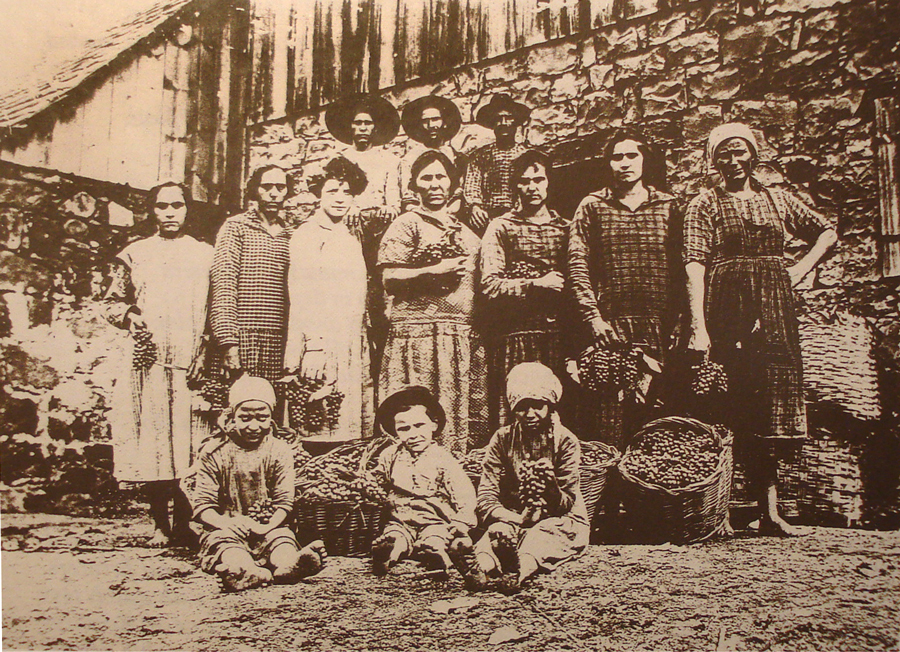
Imagen 22
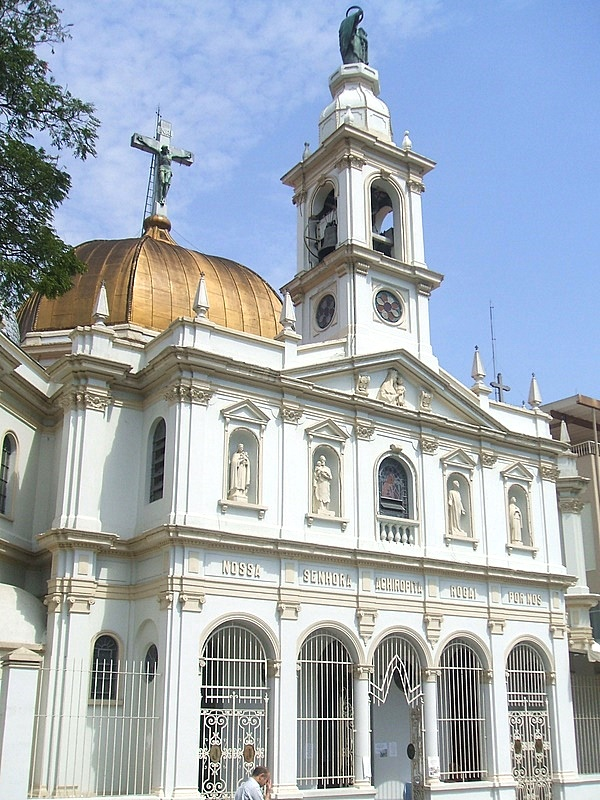
Imagen 24

- Imagen 21 - Vistas varias de Caxias do Sul. Esta ciudad fue principalmente establecida por inmigrantes italianos, en su mayoría granjeros procedentes de Véneto.
- Imagen 22 - Colonos italianos (entre 1890 y 1910) en Serra Gaúcha, Rio Grande do Sul, Brasil.
- Imagen 23 - Adoniran Barbosa (hijo de inmigrantes italianos) en la plataforma de la Estação do Jaçanã, en Jaçanã, São Paulo.[27]
- Imagen 24 - Igreja de Nossa Senhora Achiropita, en Bixiga, São Paulo, Brasil. La fiesta en honor a Achiropita se realiza en agosto desde 1926, y siempre fue muy seguida por los italianos y sus descendientes.

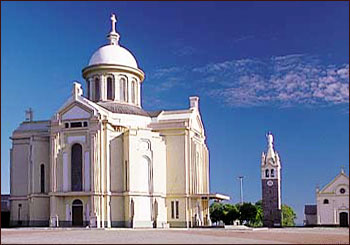
Imagen 25
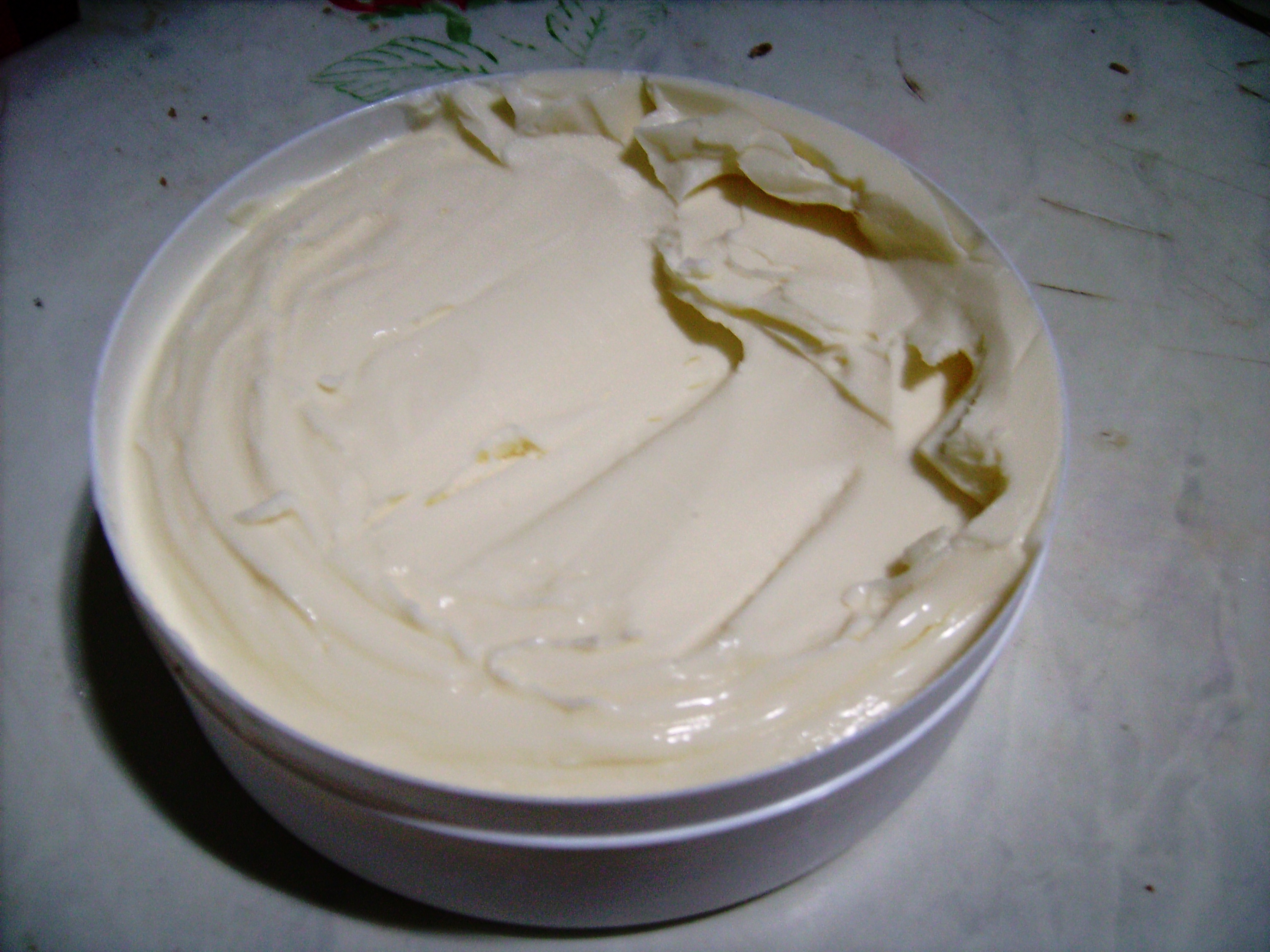
Imagen 26
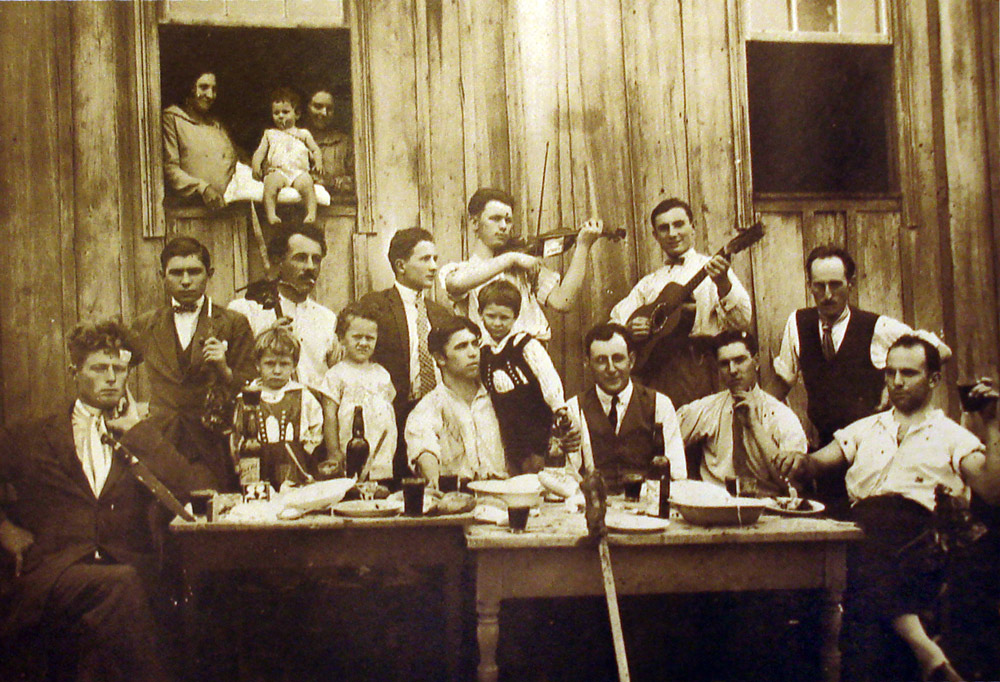
Imagen 27

- Imagen 25 - Santuario en Farroupilha (septiembre de 2006). Dicha ciudad fue fundada por inmigrantes italianos con el nombre de Nova Milano. Hay otros cinco santuarios en Brasil como el que aquí se muestra, todos en honor de un santo patrono de origen italiano.
- Imagen 26 - Queso Catupiry brasilero, originalmente desarrollado en 1911 por el inmigrante italiano Mario Silvestrini.
- Imagen 27 - Reunión familiar en torno a Franklin Benvenutti en Caxias do Sul (1928).